# David Copperfield (Roman)

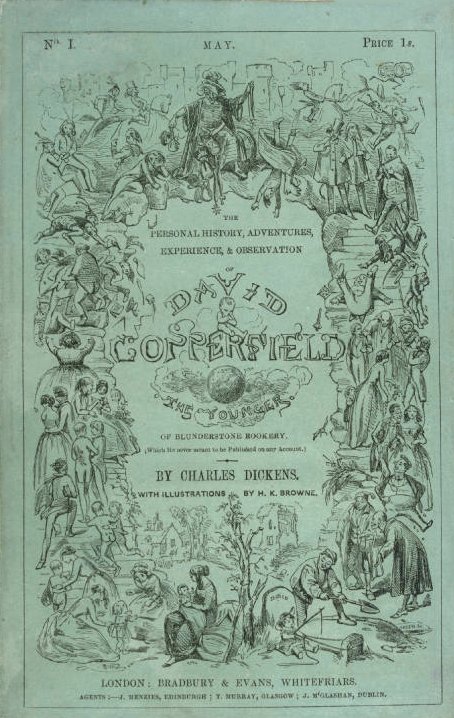
Titelblatt der ersten Romanfolge von Phiz (Mai 1849)

David Copperfield, Originaltitel David Copperfield or The Personal History, Adventures, Experience and Observation of David Copperfield the Younger of Blunderstone Rookery (Which He Never Meant to Publish on Any Account), ist ein autobiographisch geprägter Bildungsroman des englischen Schriftstellers Charles Dickens aus den Jahren 1849/1850. Der Roman wurde zunächst, wie die meisten Dickens-Werke, 1849–1850 als monatliche Fortsetzungsgeschichte mit Illustrationen von Hablot Knight Browne, bekannt als „Phiz“, und 1850 als Buch veröffentlicht. Die ersten deutschen Übersetzungen von Julius Seybt und Carl Kolb erschienen 1849–1851 bzw. 1855.

## Überblick
David Copperfield erzählt im Rückblick seine Lebensgeschichte von der Kindheit an bis zum erfolgreichen Schriftsteller mit Familie. Die vier Etappen sind: Kindheit, Ausbildung, Beruf und Ehe mit Dora, Neuanfang mit Agnes. Damit verbunden sind mehrere teilweise tragische Parallelhandlungen mit Romanfiguren, die immer wieder seinen Weg kreuzen und in einzelnen Phasen sein Leben beeinflussen, z. B. seine enge Vertraute Agnes Wickfield, seine Schulfreunde Tommy Traddles und James Steerforth, seine Tante Betsey Trotwood, oder andere mit ihm befreundete Personen wie Clara und Daniel Peggotty, Emily, oder Wilkins und Emma Micawber, an deren Schicksal er Anteil nimmt. Dieses Romanpersonal unterstützt sich gegenseitig und beschützt David vor den Menschen, die ihm das Leben schwer machen, z. B. sein Stiefvater Murdstone oder der Schulleiter Creakle. Teils beschreibt der Erzähler das Geschehen aus der begrenzten Kinderperspektive, teils kommentiert bzw. analysiert er sein Verhalten, z. B. seine Unerfahrenheit und Naivität, die leicht auszunutzen ist.

## Handlung

### Kindheit und Jugendzeit (Kp. 1–22)

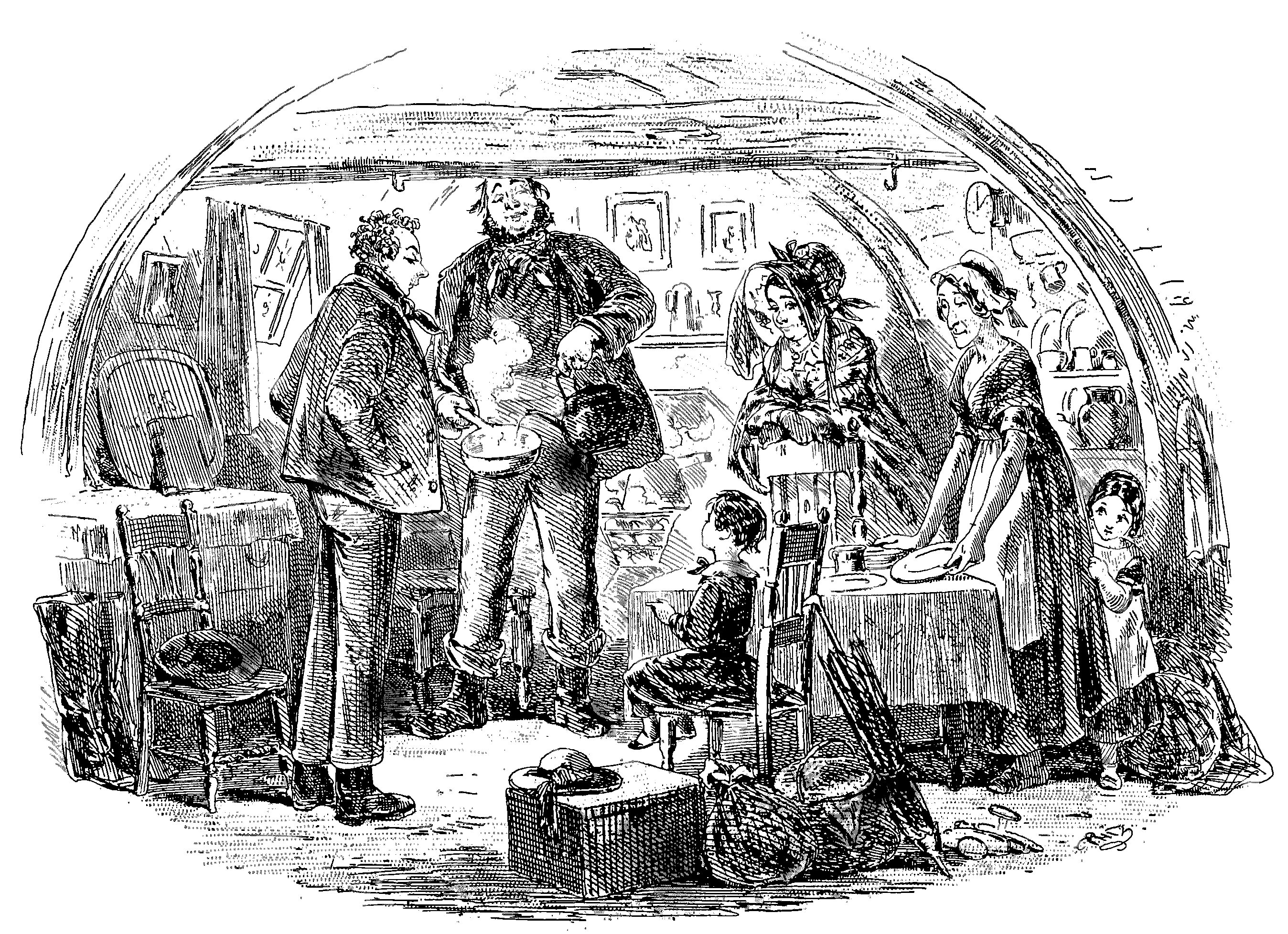
David verbringt seine Ferien in Dans Schiff-Haus (Illustration von Phiz).

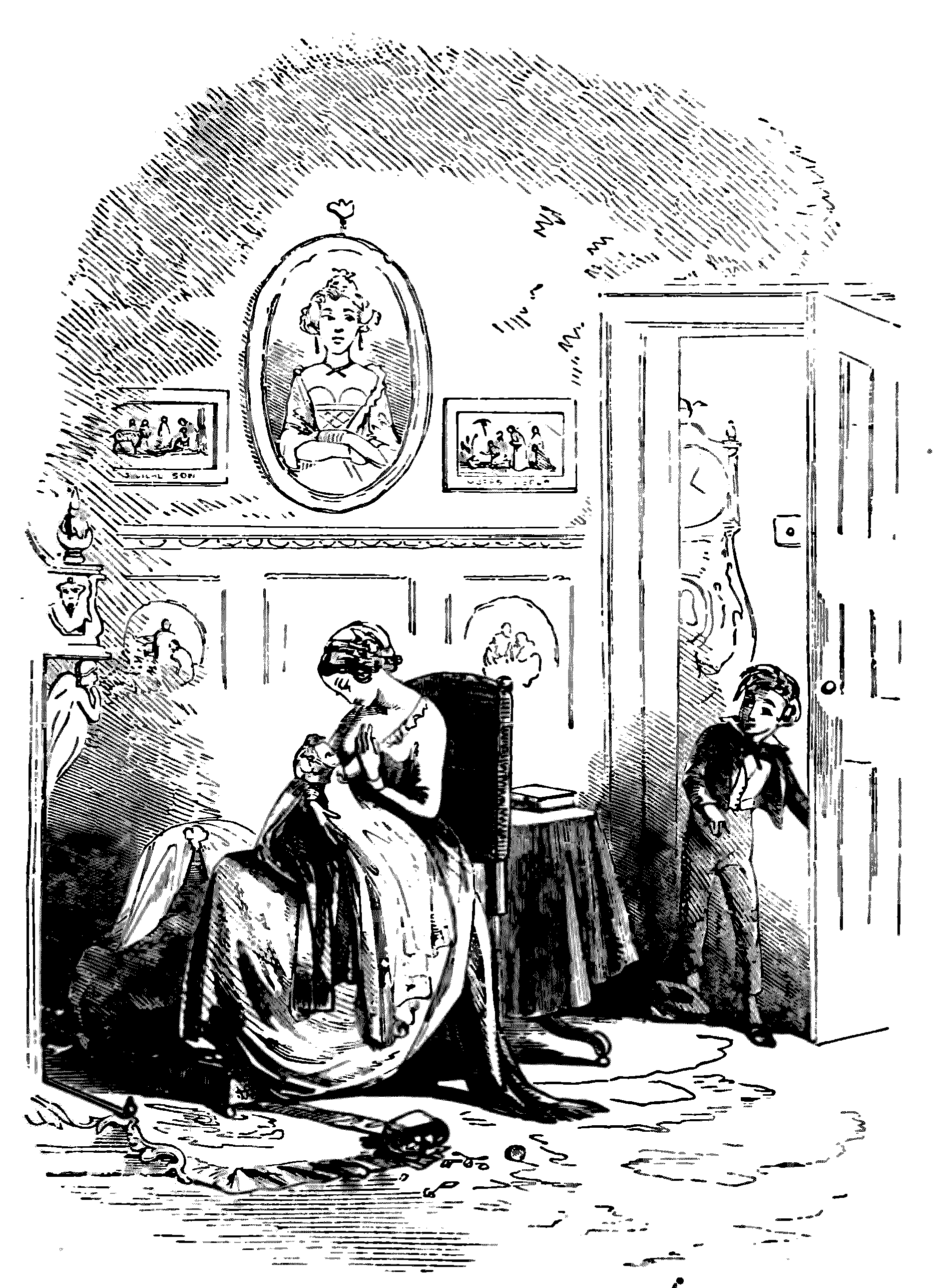
David kehrt in den Ferien nach Hause zurück und sieht seine Mutter mit seinem Stiefbruder (Illustration von Phiz).

Kindheit in Blunderstone und Ferien in Yarmouth
David wird sechs Monate nach dem Tod seines gleichnamigen Vaters in Blunderstone, Suffolk, im Haus Krähenhorst geboren und von seiner kindlichen Mutter Clara und ihrer Haushälterin Clara Peggotty liebevoll versorgt (Kp. 1). Nach einiger Zeit umwirbt Edward Murdstone, ein stattlicher Geschäftsmann, die „reizende kleine Witwe“ (Kp. 2). Zuerst tritt er freundlich und zurückhaltend auf, nimmt z. B. David auf seinem Pferd zu einem Ausflug ans Meer nach Lowestoft mit und macht Eindruck auf Clara, obwohl die lebenserfahrene Peggotty ihre Herrin warnt: „So einer wie dieser hätte Mr. Copperfield nicht gefallen“. Doch Clara widerspricht. Sie fühlt sich geschmeichelt und sucht in dem würdigen Mann mit den guten Umgangsformen einen Halt. Die Hochzeit wird schnell vereinbart, aber David soll nicht dabei sein und erst später darüber informiert werden. Deshalb darf er mit Peggotty für 14 Tage in Yarmouth Ferien machen (Kp. 3). Sie wohnen dicht am Meer in einem zu einem Haus umgebauten alten Schiff von Peggottys Bruder Daniel (Dan). David verbringt glückliche Ferientage am Strand zusammen mit Dans Nichte Emily, in die er sich verliebt, und seinem Neffen Ham, zwei Waisenkindern, deren Väter beim Fischen ertrunken sind. Mit Mrs. Gummidge, der Witwe eines verunglückten Freundes, die den Haushalt führt, ist es eine bunt zusammengewürfelte Fischerfamilie, um die sich der freundliche Dan liebevoll kümmert. Die tragischen Verstrickungen dieser Gruppe werden als Handlungsstrang bis zum Schluss die Romanhandlung mitprägen.
Erst nach der Rückkehr nach Blunderstone erfährt David den Grund der Reise. Für den jetzt Siebenjährigen ändert sich jetzt das Leben radikal und es beginnt eine dreijährige Leidenszeit. Murdstone ist in das Haus der jungen unerfahrenen Frau eingezogen und übernimmt die strenge Herrschaft (Kp. 4). Er will die mädchenhafte Clara erziehen. Sie soll den zärtlichen Umgang mit ihrem Kind durch Distanz und konsequente Härte ersetzen. Als Murdstone seine Schwester Jane ins Haus holt, muss Clara die Schlüsselgewalt an sie abgeben. Ihr wird eingeredet, dass diese Änderungen nur ihrer Unterstützung und dem Wohl Davids dienen, und sie verdrängt, dass ihr Mann den Stiefsohn nur als das ungeliebte Erbe der Ehe betrachtet. David erhält einen festen Stundenplan und hat jeden Tag den Stoff den Geschwistern Murdstone vorzutragen. Lernte er vorher bei seiner Mutter leicht und freudig, so ist er nun durch die permanente Kontrolle gehemmt, verkrampft sich und kann das Vorbereitete nicht behalten. Als sein Stiefvater ihn wegen seiner vermeintlichen Faulheit mit einem Rohrstock züchtigt, beißt David ihm in die Hand, wird darauf von dem wütenden Mann verprügelt, erhält fünf Tage Stubenarrest und wird anschließend auf die Internatsschule „Salemhouse“ bei Blackheath südlich von London geschickt (Kp. 5).

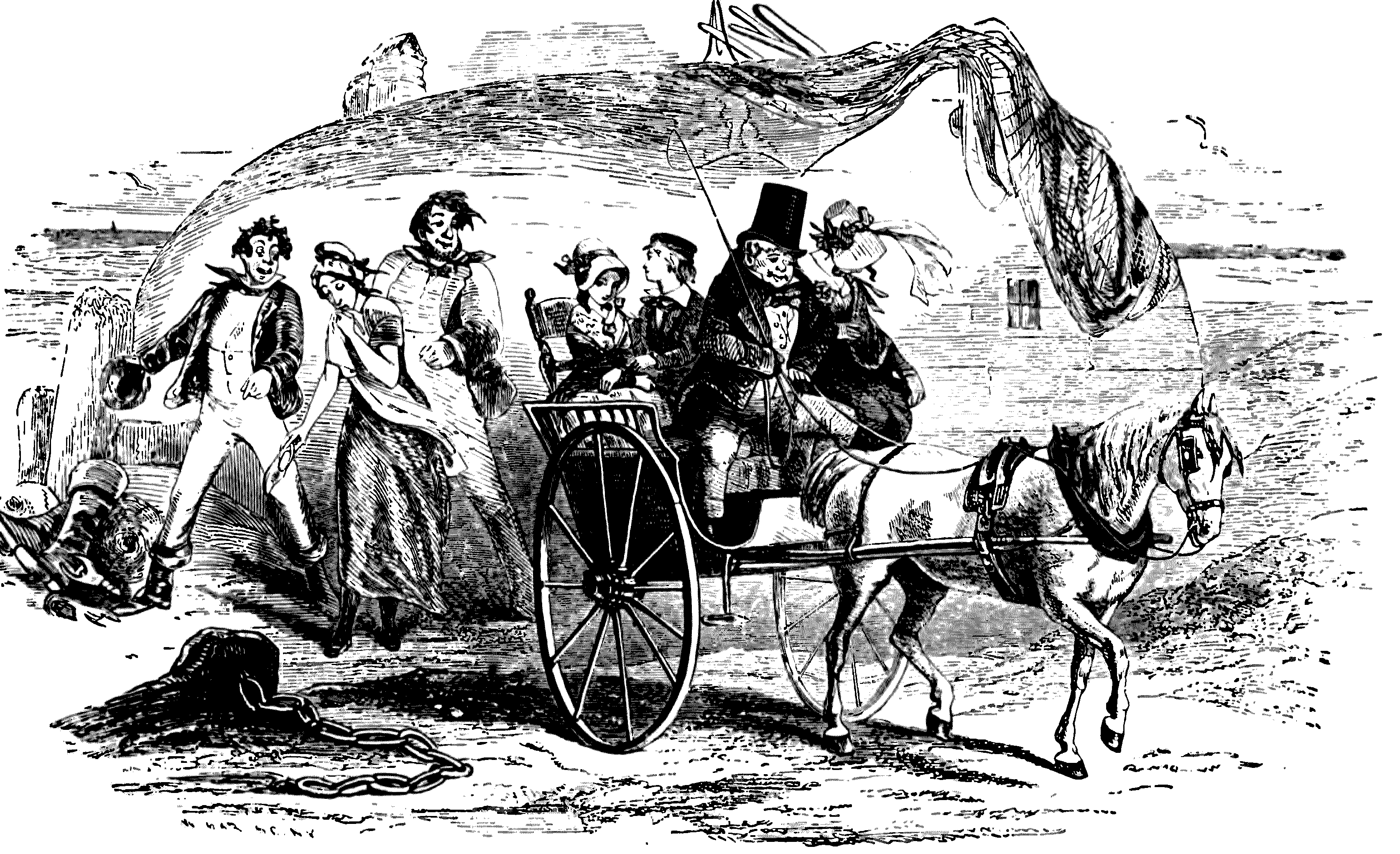
Hochzeitsausflug Barkis' und Peggottys mit David und Emily (Illustration von Phiz):

Als David in den Ferien nach Hause zurückkehrt, erfährt er, dass seine Mutter einen kleinen Jungen zur Welt gebracht hat (Kp. 8). Das Zusammenleben mit seinem Stiefvater und dessen Schwester ist für ihn nach wie vor schwer zu ertragen. Er fühlt sich unerwünscht und kann ihnen nichts recht machen. Zieht er sich auf sein Zimmer zurück, wird er als widerspenstig kritisiert, muss er sich im Wohnzimmer aufhalten, ist er gehemmt und ängstlich und gilt als verstockt.
Kurz nach Ferienende erhält David im „Salemhouse“ die Nachricht vom Tod der Mutter und wird zur Beerdigung zurückgerufen. In Yarmouth erfährt er nebenbei, während er in der routiniert arbeitenden Schneiderei des „Leichenbesorgers“ Omer eingekleidet wird, dass auch das Baby verstorben ist. Die Fahrt im Leichenwagen nach Hause erlebt er als grotesken Kontrast zwischen seiner Trauer und der mit Joram, dem Gehilfen Omers, scherzenden Bestattertochter Minnie (Kp. 9). Nach seiner Ankunft wird er von seinem Stiefvater in seiner tiefen Trauer kaum beachtet und auch seine Schwester überlässt ihn sich selbst, während früher beide ihn nach ihren Vorstellungen ständig disziplinierten. Nur Peggotty kümmert sich liebevoll um ihn. Sie ist nach dem Tod ihrer Herrin entlassen worden und Miss Murdstone ist froh, dass sie David für einige Zeit mit zu ihrem Bruder nach Yarmouth nimmt (Kp. 10). Dort heiratet Peggotty den Fuhrmann Barkis, der sie schon lange umworben und David als Mittler eingesetzt hat. Nachdem David am Meer von der Fischerfamilie liebevoll getröstet wird, setzt sich nach seiner Rückkehr die Vernachlässigung durch die Murdstones fort. Schließlich erklärt man ihm, er müsse in London arbeiten und seinen Lebensunterhalt z. T. selbst verdienen.
Internatsschule „Salemhouse“ bei London

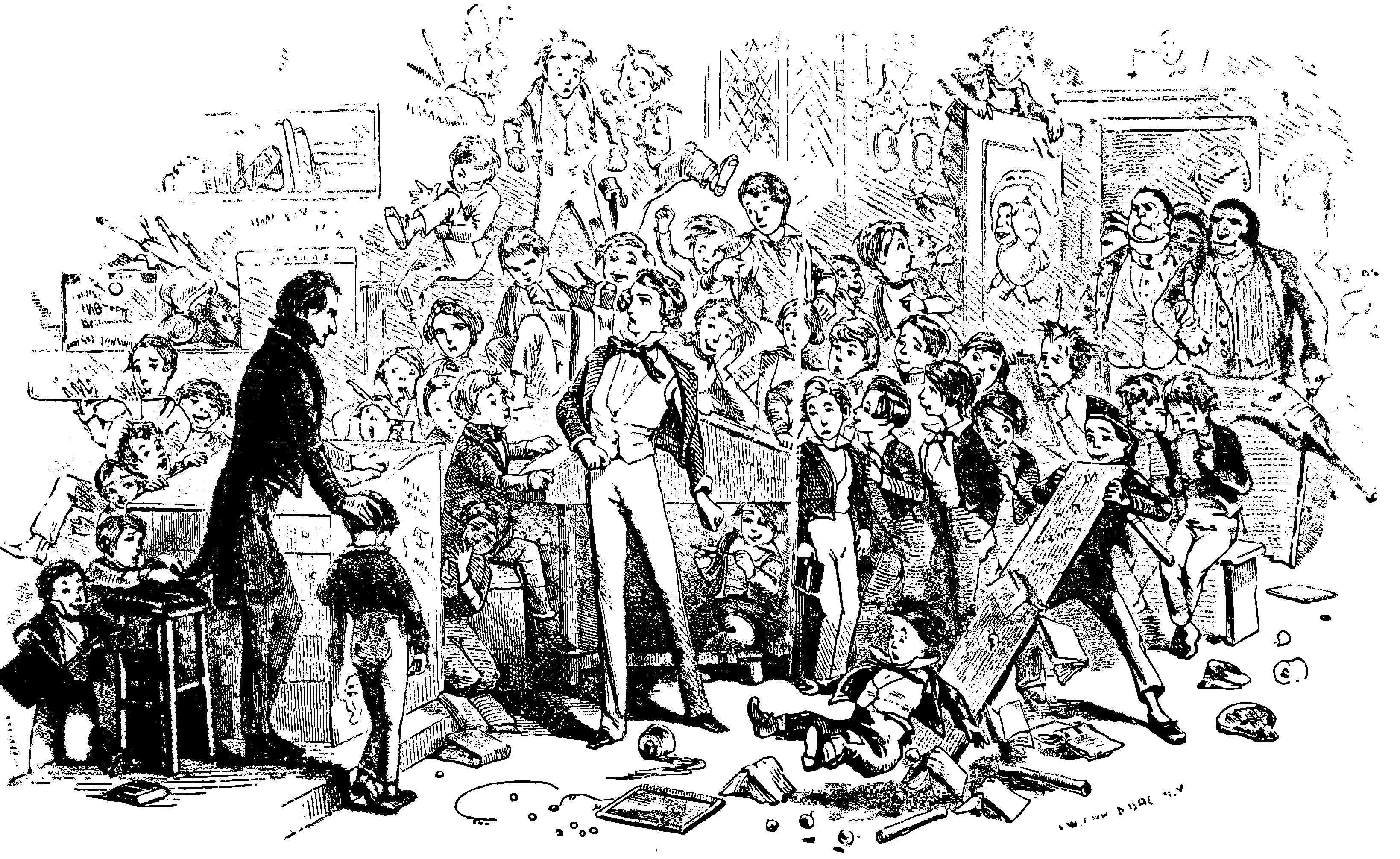
Davids Freund Steerforth stellt den Hilfslehrer Mell bloß (Illustration von Phiz).

David wird nach dem Biss in die Hand des Stiefvaters zur Strafe ins Internat geschickt, obwohl alle Schüler noch Ferien haben und noch kein Unterricht stattfindet, und er muss allein reisen (Kp. 5). Mr. Barkis bringt ihn nach Yarmouth, dann fährt er mit der Landkutsche nach London. Seine Unerfahrenheit wird, wie er erst viel später bemerkt, oft ausgenutzt, z. B. von einem listigen Kellner, der ihn vor dem angeblich für den Jungen gefährlichen Bier warnt und selbst das Glas austrinkt und anschließend noch mit lustigen Sprüchen seinen Teller leer isst. So kommt er nach der langen Reise hungrig an der Station in Whitechapel an, wo ihn Mr. Mell abholt und nach Blackheath ins „Salemhouse“ bringt. Mr. Mell ist ein rücksichtsvoller, schlecht bezahlter Lehrer, der die harte Kasernendisziplin des Direktors nicht umsetzen kann und deshalb von vielen Schülern nicht ernst genommen wird. Sie sind es gewohnt, von dem durch seinen einbeinigen bulligen Aufseher Tungay begleiteten Direktor Mr. Creakle (Kp. 6) mit oder ohne bestimmten Anlass gezüchtigt zu werden und tragen diese Aggressivität auch untereinander aus. Die meisten Prügel bekommt der kleine Tommy Traddles, von dem David freundlich begrüßt wird. Im Gegensatz zur Mehrheit hat er sich eine unvoreingenommene Meinung bewahrt. Mr. Murdstone hat sich mit seinem alten Freund Creakle abgesprochen, dass David hart zu behandeln ist. Er muss ein „Vorsicht! Er beißt“-Schild auf dem Rücken tragen. Die Mitschüler lachen darüber, aber David hat das Glück, dass er der Schützling des etwas älteren, hochbegabten, aber selbstsüchtigen James Steerforth wird, vor dem Lehrer und Schüler Respekt haben, weil er sofort seine Mutter informiert, wenn ihm etwas nicht passt (Kp. 7). Diese hat für den „feurigen Geist“ ihres Sohnes das eigentlich sozial unpassende „Salemhouse“ ausgesucht, wo er vom strengen Direktor Grenzen gesetzt bekommt, aber sich auch gegen jeden Zwang zu empören lernt (Kp. 20). Entsprechend seinem dominierenden Charakter teilt Steerforth seine Sympathien und Antipathien willkürlich aus. David mag er und er schätzt ihn als guten abendlichen Vorleser vor dem Einschlafen. Den Unterlehrer Mell dagegen stellt er bloß und treibt ihn in eine Konfrontation mit dem Direktor, die mit seiner Entlassung endet. Indirekt ist David an der Eskalation beteiligt, denn er hat seinem Beschützer von Mells Mutter im Armenspital erzählt, und dieser setzt im Streit diese Information ein. Während Tommy Steerforth Vorwürfe macht und den Lehrer verteidigt, hält sich David trotz seines Mitleids mit ihm zurück, denn er bewundert kritiklos Steerforth für sein starkes Auftreten und traut ihm zu, dass er große Dinge tun kann, wenn er möchte. Traddles wird im Laufe des Romans Davids bester Freund.
Jahrzehnte später erfährt David, was aus Mell und Creakle geworden ist: Dr. Mell ist nach Australien ausgewandert, unterrichtet an einem Gymnasium in Port-Middlebay und ist Vater vieler gebildeter Kinder (Kp. 63). Creakle dagegen hat eine überraschende Wende vollzogen. Er leitet als Friedensrichter von Middlesex ein Reformgefängnis, wo die Häftlinge dazu erzogen werden, ihre Schuld zu bereuen und sich zu bessern (Kp. 61).
Flaschenreiniger in der Weinhandlung Murdstone und Grinby in London

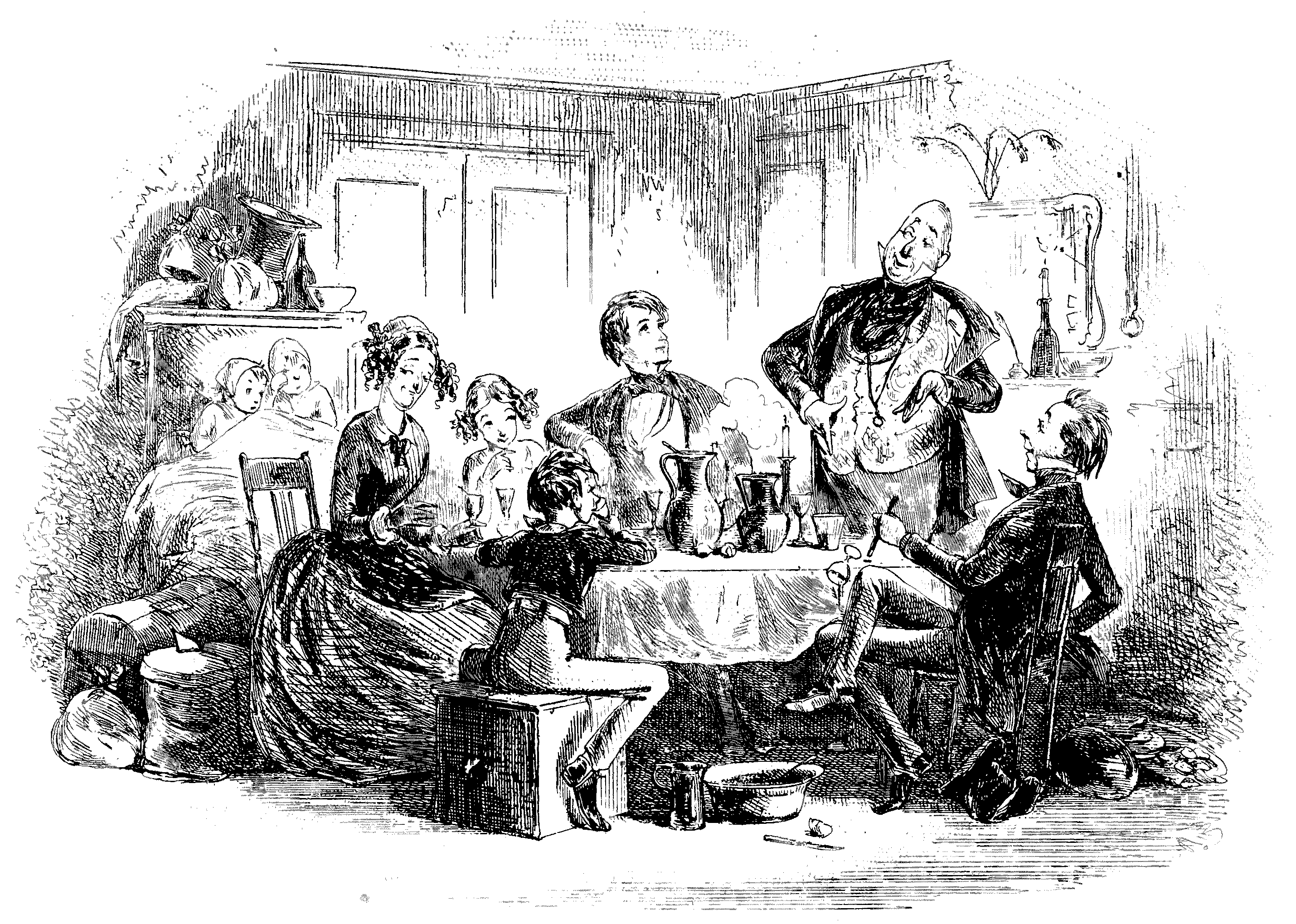
David wohnt bei Familie Micawber (Illustration von Phiz).

Mr. Murdstone schickt David nach dem Tod seiner Mutter als Gehilfen zur Weinhandlung Murdstone und Grinby nach London, dessen Miteigentümer er ist, wo er für einen Hungerlohn Flaschen reinigen und mit Wein abfüllen muss (Kp. 11). Der Geschäftsführer Quinion regelt seine Bezahlung und vermittelt ihm ein Kämmerchen zur Untermiete bei der sechsköpfigen Familie Micawber. Wilkins Micawber ist Akquisiteur für die Weinhandlung, allerdings mit wenig Erfolg, so dass er sich immer mehr verschuldet und über seine Verhältnisse lebt. Aber er verbirgt die Probleme hinter seinem weltmännischen wortgewandten Auftreten und seine Frau Emma verpfändet nach und nach ihre Haushaltsgegenstände und Wohnungseinrichtung. Auch sie kann mit dem Geld nicht umgehen und gibt es unbedacht für gute Fleischgerichte und Wein aus. Beide sind leichtlebige gutherzige Menschen und schließen mit David trotz seiner Jugend Freundschaft. Mrs. Micawber lädt bei ihm ihre Sorgen ab, er ist ein mitleidiger geduldiger Zuhörer und für Zuwendung dankbar und hilft ihr beim Verkauf ihrer kleinen Bibliothek. Schließlich ist auch diese Quelle versiegt und Micawber muss für mehrere Monate ins Kings-Bench-Schuldgefängnis (Kp. 12). Nach der Einigung mit den Gläubigern wird der Haushalt aufgelöst und die Familie zieht nach Plymouth, wo sie auf Unterstützung von Mrs. Micawbers Verwandten hoffen. David hat nun in London keine Freunde mehr und beschließt, wegzulaufen. Micawber rät ihm, nach Dover zu fahren, um seine einzige Verwandte zu finden, seine Großtante Betsey Trotwood, und gibt ihm seine neuen Lebensweisheiten mit auf den Weg, alle Probleme nie zu verschieben, sondern sie tatkräftig sofort anzupacken und nie mehr Geld auszugeben, als man einnimmt. Aber er hat, wie im Romanverlauf mehrmals deutlich wird, keine Kraft, seine Botschaft selbst umzusetzen. In Canterbury wird David Micawber als erneut in seinen Hoffnungen gescheiterten, aber ungebrochenen Lebenskünstler und seine Frau in ihrem festen Glauben an die große Begabung ihres Mannes wiedertreffen. Sie haben nach der Zahlungsunfähigkeit schon wieder ein neues Projekt in Planung (Kp. 17).
Adoptivsohn von Betsey Trotwood in Dover und Schüler in Canterbury

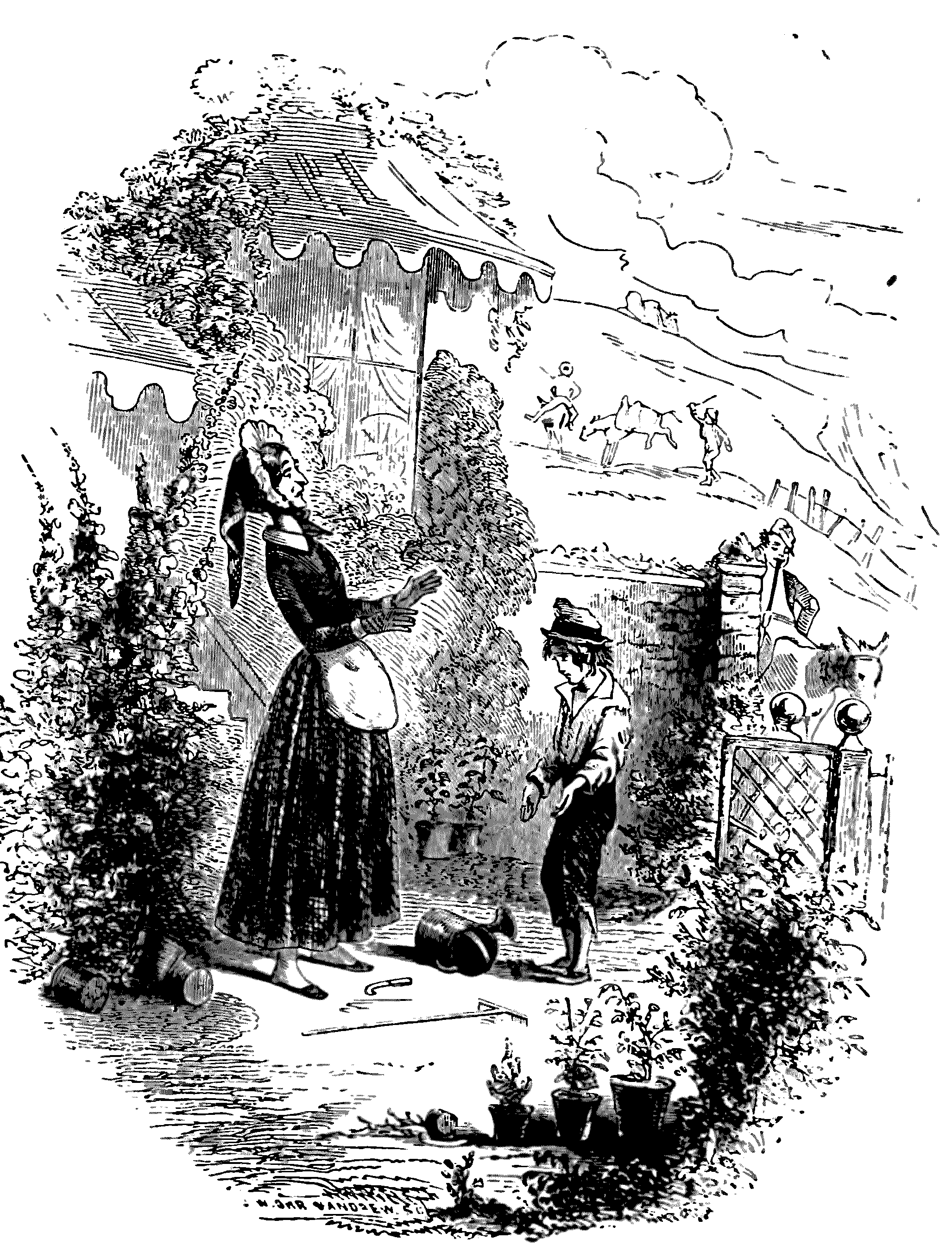
David kommt zu seiner Großtante Betsey Trotwood (Illustration von Phiz).

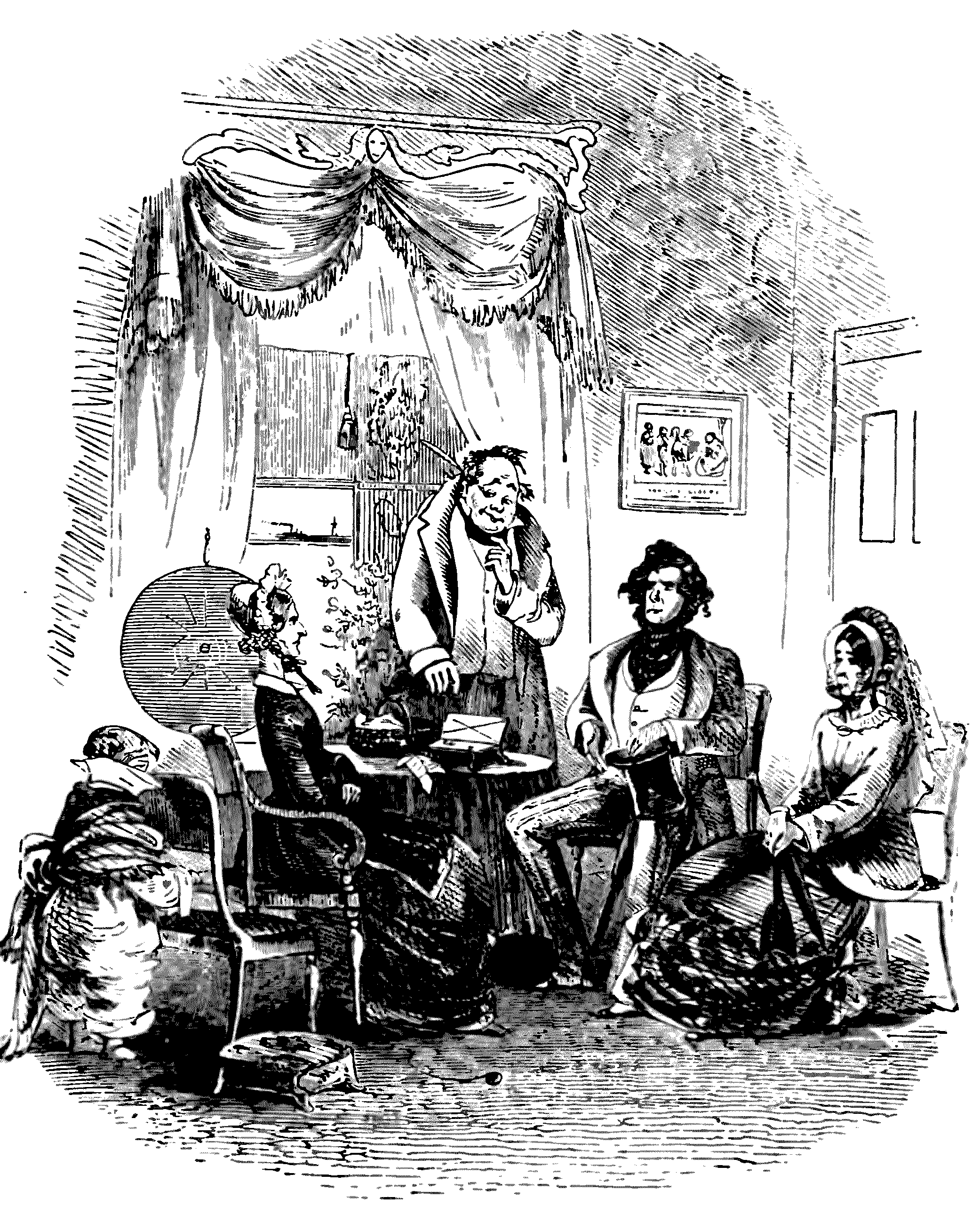
Betsey Trotwood hat Murdstone zu sich bestellt (Illustration von Phiz).

Der zehnjährige David verlässt ohne Abmeldung die Weinhandlung und möchte mit der von Peggotty geliehenen halben Guinee nach Dover reisen. Doch der Bursche, der seinen Koffer zur Landkutschen-Station transportieren soll, nimmt ihm sein Geld ab und fährt mit seinem Gepäck auf dem Eselskarren einfach davon. So muss David den weiten Weg nach Dover über Canterbury zu Fuß zurücklegen (Kp. 13). Um sich Brot zu kaufen, versetzt er Weste und Jacke, übernachtet in Heuschobern und kommt schließlich am sechsten Tag in Dover an. Seine Tante nimmt ihn sofort auf, versorgt ihn gut und ist bereit, ihn zu erziehen. Sie lässt Murdstone zu sich kommen und wirft ihm sein liebloses Verhalten und seine harten Erziehungsmethoden vor. Er habe die unselbständige naive junge Witwe Clara ausgenutzt und David um sein väterliches Erbe betrogen. Sein Angebot, seinen Stiefsohn mitzunehmen, lehnt sie ab. Sie hat ihre frühere Einstellung vollkommen geändert: Vor David Geburt war sie bereit, sich um ihre Nichte Clara zu kümmern, aber aus Enttäuschung darüber, dass diese keine Tochter Betsey zur Welt brachte, sondern einen Sohn, reiste sie enttäuscht ab und ließ nichts mehr von sich hören. Jetzt hat sie Mitleid mit dem Waisenkind, spricht aber immer noch von dessen nicht vorhandener Schwester Betsey und fordert von ihm „so wie seine Schwester Betsey Trotwood zu sein“: „Nie sei niedrig, nie sei unwahr, nie sei hartherzig“. Sie adoptiert ihn unter dem Namen „Trotwood Copperfield“ und spricht ihn nicht als „Davy“, sondern als „Trot“ an (Kp. 14). Eine weitere Unterstützung findet David in Betseys skurrilem Hausfreund Mr. Dick, der eigentlich Richard Babley heißt. Er ist ein kindischer, liebenswürdiger Sonderling, der in zwei Welten lebt. Irgendwie hängt alles mit seinem Wahn zusammen, der geköpfte König Karl I. habe seinen Kopf besetzt und versuche, sich immer wieder in seine rätselhafte Denkschrift einzuschmuggeln, was er zu verhindern sucht, indem er die Seiten vernichtet. So beginnt er immer wieder neu mit dem Schreiben und kommt nie zu einem Ende. Er bastelt einen großen Drachen, beklebt ihn mit seinen Schriften und lässt die Zettel im Wind davonfliegen. Auch fühlt er sich von einem Mann verfolgt, der ab und zu nachts vor dem Haus auftaucht und dem Betsey Geld zusteckt. Später (Kp. 47) findet David das von der Tante gehütete Geheimnis heraus: Der Fremde ist ihr Mann, der sie vor langer Zeit verlassen hat und nach verschwenderischem Leben zum Landstreicher wurde. Trotz seiner Tics ist Dick in einigen Alltagsdingen sehr hellsichtig und Betsey befolgt seine vernünftigen Ratschläge. So empfiehlt er für David eine Schulausbildung, ist aber tieftraurig, als sein kleiner Freund die Woche über nach Canterbury zieht.
Miss Trotwood fährt mit David nach Canterbury und berät sich mit ihrem Rechtsanwalt Wickfield (Kp. 15). Er schlägt die Schule Doktor Strongs vor, dessen Methoden seinen Schülern Ehre und Eigenverantwortung vermitteln, und bietet an, dass David in Hausgemeinschaft mit ihm und seiner eng an ihn gebundenen Tochter Agnes wohnen kann. Agnes und er werden wie Geschwister miteinander vertraut. In der Kanzlei lernt er auch den Schreiber Uriah Heep kennen, der sich unterwürfig in häufigen Wiederholungen als Person von niedrigem Stand bezeichnet, ihm mit glatter „kriechender Höflichkeit“ schmeichelt und der ihn wegen seines unheimlichen Auftretens und seiner schlangenhaft windenden Körperbewegungen interessiert und zugleich in Albträumen ängstigt.
In seiner neuen Schule tritt David wegen seiner Defizite anfangs schüchtern auf (Kp. 16). Er spürt die Diskrepanz zu den wohlerzogenen Jungen, denen seine Erfahrungen fehlen: „Salemhouse“, Arbeit in der Weinhandlung, Pfandhäuser, Besuche Micawbers im Kingsbench-Gefängnis und Landstreicherei. Jedoch kann er in der noblen freundlichen Umgebung seine Begabung bis zu seinem Abschluss zunehmend entfalten, ist auf den Bällen der feinen Gesellschaft gerne gesehen (Kp. 18) und verlässt die Schule siebzehnjährig als „der Erste“ (Kp. 19). Durch Wickfield lernt er den Schulleiter Dr. Strong und seine junge Frau Annie kennen. Dr. Strong ist ein weltfremder Wissenschaftler, der an einer großen Enzyklopädie arbeitet, mit seinen 60 Jahren aber über die ersten Buchstaben noch nicht hinausgelangt ist und für die Fertigstellung nach Berechnung eines seiner Schüler noch mehr als 1600 Jahre braucht. Seine Gutmütigkeit wird von seiner Schwiegermutter, Mrs. Markleham, wegen ihres energischen Auftretens und „Feldherrntalents“ „der alte Soldat“ genannt, für die Unterstützung ihrer Familienangehörigen ausgenutzt. Der zwanzigjährigen Annie, die ihren Mann liebt und zugleich wie einen Vater verehrt, ist diese Strategie ihrer Mutter, deren Opfer sie selbst ist, peinlich. Sie gerät in eine Konfliktsituation, als sie ihren Mann beeinflussen soll, ihrem Cousin Jack Maldon eine Anstellung zu verschaffen, und sie hat außerdem ein schlechtes Gewissen, weil sie sich immer noch ihrem Kinderfreund verbunden fühlt. Strongs Anwalt Wickfield durchschaut die Hintergründe und besorgt für Maldon einen Posten in Westindien, um ihn von Annie zu trennen.
Besuch der Kindheitsorte in Suffolk

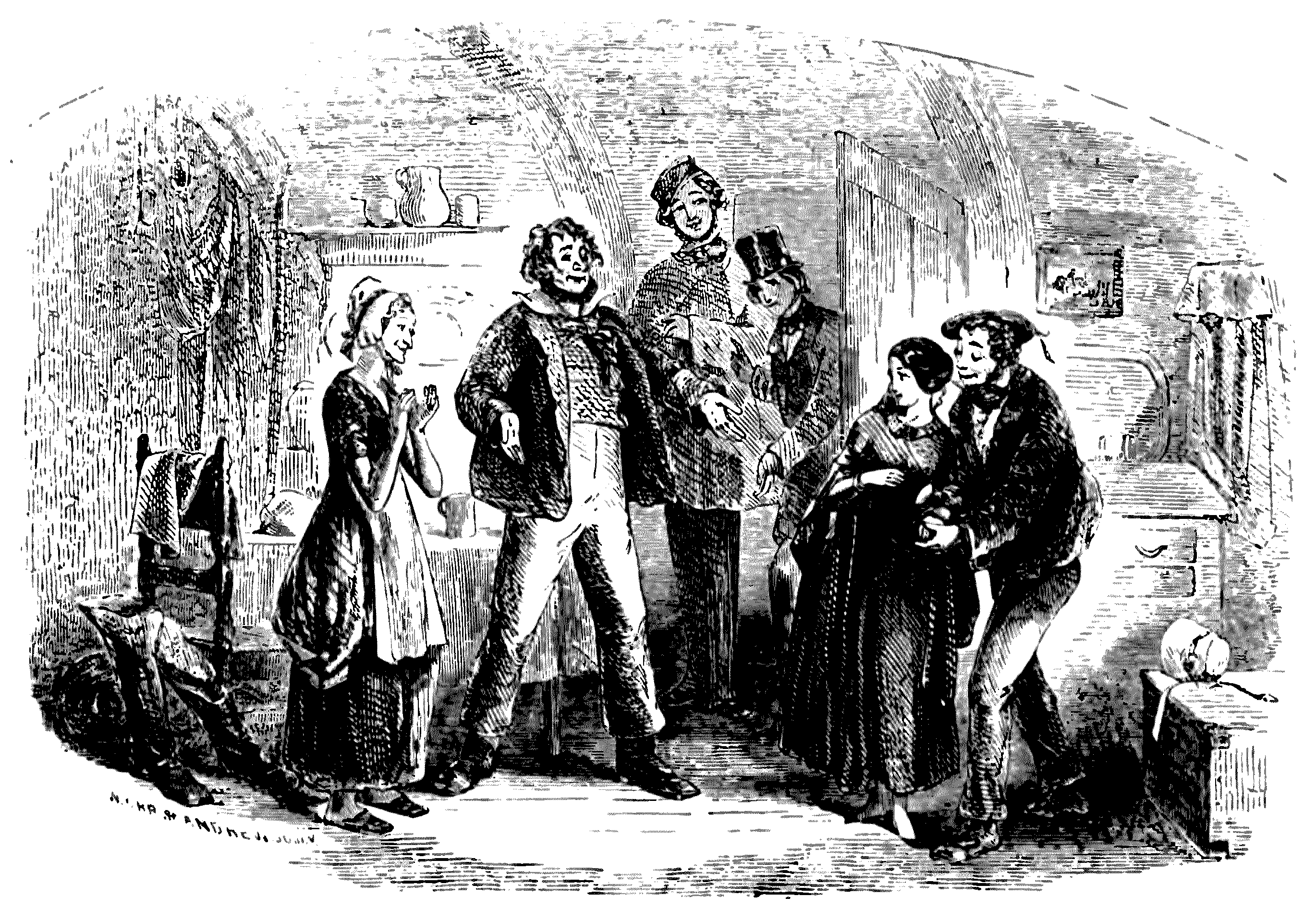
David und Steerforth erleben bei ihrer Ankunft die Verlobung Emilys und Hams im Schiff-Haus (Illustration von Phiz).

Nach seinem erfolgreichen Schulabschluss erlaubt Tante Betsey dem 17-Jährigen, für einige Monate auf Reisen in seine alte Heimat in Suffolk zu gehen, um eigene Verantwortung zu üben und sich Gedanken über seinen Beruf zu machen. Zugleich ist dies der Abschluss seiner ersten Lebensphase. Über Canterbury fährt er mit der Landkutsche nach London und steigt im „Goldenen Kreuz“ in Charingcross ab, wo er zufällig seinen alten Schulfreund Steerforth, der jetzt in Oxford studiert, trifft. Dieser lädt ihn für ein paar Tage in das Haus seiner Mutter in Highgate ein. Danach begleitet er David, den er wegen seines jugendlichen Aussehens „Blümchen“ nennt, nach Yarmouth, denn er ist auf die Gesellschaftsklasse der einfachen Leute am Meer neugierig. David besucht am Reiseziel seine alten Kindheitsorte und Bekannte, v. a. Peggotty-Barkis und die Familie ihres Bruders Dan, wo gerade die sich zur Schönheit entwickelte Emily, Putzmacherin bei Omer und Joram, nach langer Bedenkzeit der Werbung ihres Cousins Ham, inzwischen tüchtiger Schiffszimmermann, nachgegeben und sich mit ihm verlobt hat (Kp. 21). Während David sich darüber sehr freut, gibt Steerforth zu bedenken, Ham sei „ein etwas dickköpfiger Bursche“ für „ein allerliebstes Mädchen“. Der elegante snobistische Großbürger Steerforth zeigt sich den Freunden Davids und den Fischern im Wirtshaus gegenüber sehr leutselig und gewinnt dadurch ihre Sympathie, offenbar auch die Emilys. Er bekennt dem Freund, es sei ordentlich ein neues Gefühl, mit diesen kuriosen Leuten umzugehen. In einem seiner wenigen nachdenklichen Augenblicke gewährt er David einen Einblick in seine Doppelnatur. Niedergeschlagen wünscht er, er könnte sich besser beherrschen (Kp. 22). Eine Vorausdeutung für die kommende Entwicklung (Kp. 47) ist neben dem Auftauchen Martha Endells, die in einen schlechten Ruf geraten ist und nach London zieht, auch Steerforths Kauf eines Bootes, das er „Kleine Emily“ nennen will. Später zeigt sich Emilys Veränderung Ham gegenüber auch an ihrer Selbstkritik, ihr Bräutigam habe eine andere Frau verdient, die seiner würdig wäre, die ihm ganz anhinge, die niemals eitel und veränderlich wäre wie sie.

### Anwaltslehre in London und Verlobung mit Dora (Kp. 23–42)
Mit Kp. 23 beginnt für David ein neuer Lebensabschnitt. Auf Anraten seiner Tante beginnt David eine Rechtsanwalt-Ausbildung in der Kanzlei Spenlow und Jorkins bei der Doctors’ Commons-Juristenvereinigung in London und mietet eine kleine möblierte Wohnung in der Buckinghamstraße in Adelphi (Kp. 23). Verschiedene aus früheren Episoden her bekannte Romanfiguren tauchen wieder auf und werden im Handlungsgeflecht in neuen Konstellationen miteinander verbunden: Agnes, Wickfield und Uriah Heep, Mr. Peggotty, Emily und Steerforth, Traddles und die Micawbers. Im Wesentlichen entwickeln sich in dieser Lebensphase Davids vier miteinander abwechselnde Handlungsstränge:
Uriah Heeps Aufstieg zum Teilhaber Wickfields

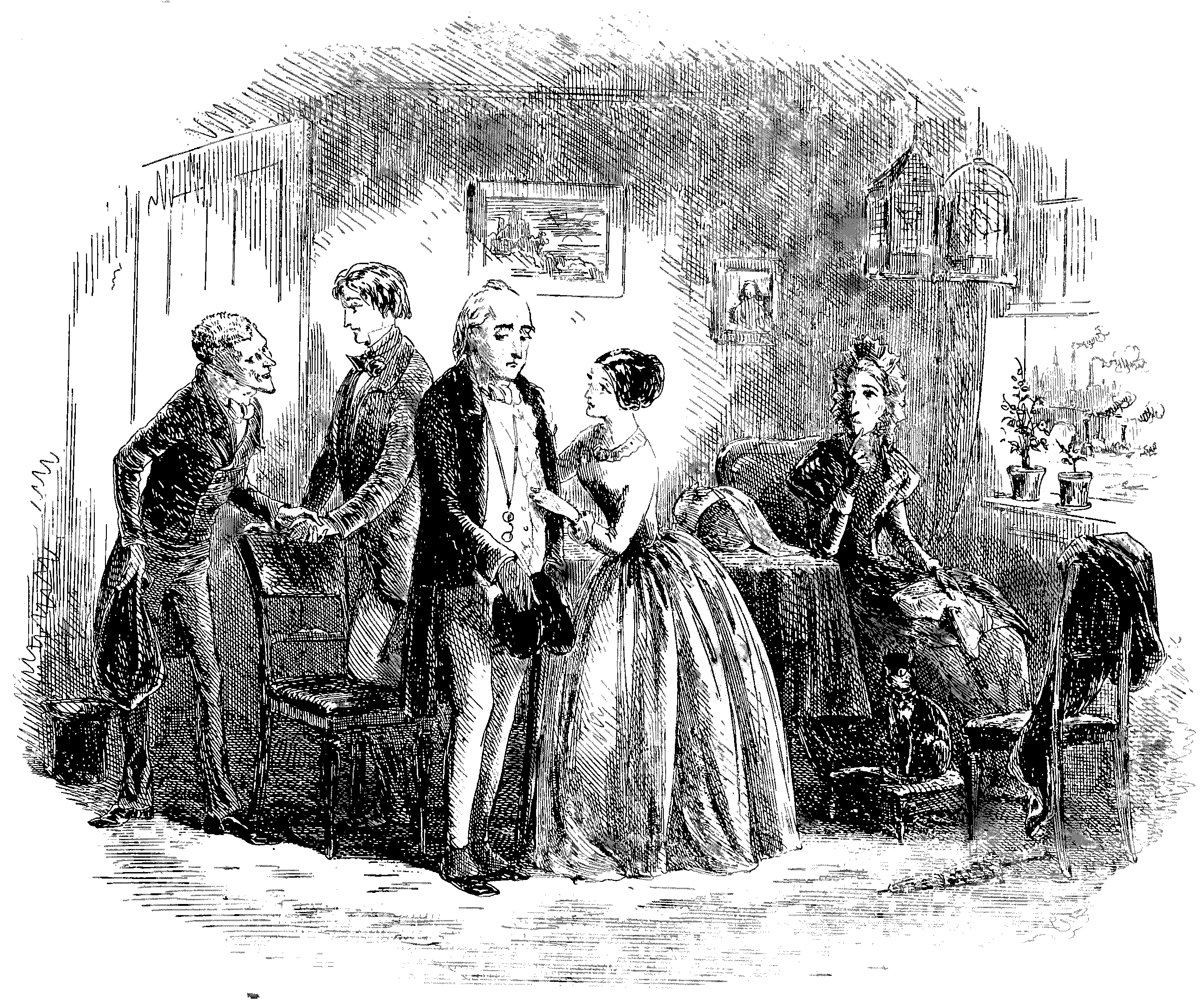
Wickfield und sein neuer Kompagnon Heep besuchen Mrs. Trotwood (Illustration von Phiz).

Im Haus des Rechtsanwalts Waterbrook trifft David Agnes (Kp. 25) und Uriah Heep. Mit Agnes und Uriah, die beide für kurze Zeit zum Besuch oder wegen geschäftlicher Angelegenheiten in der Stadt wohnen, verlagert sich der Schwerpunkt der Handlung auf den zum Teilhaber aufgestiegenen Angestellten des altersschwachen und alkoholabhängigen Wickfield. Angeblich hat Uriah Unregelmäßigkeiten bei seinem Chef entdeckt und verspricht, ihn zu retten und seinen guten Ruf zu bewahren. Uriah will David in sein Geflecht einspinnen, indem er ihm vertraulich erzählt, er liebe Agnes und wolle sich als Stütze Wickfields ihre Sympathie erwerben. David vermutet eine Erpressung, um Chef der Kanzlei und Schwiegersohn zu werden, steht aber der Strategie Uriahs hilflos gegenüber. Er fürchtet, dass durch die Mitteilung seiner Befürchtungen Agnes verunsichert wird, und hofft auf das Gespür und die Widerstandskraft der Freundin. Bei seinem Besuch in Canterbury kann sich David selbst davon überzeugen, wie sich Uriah mit seiner Mutter in Wickfields Haus eingenistet und die Geschäfte übernommen hat. Da er David trotz seiner Verlobung als Nebenbuhler ansieht, weil er ahnt, dass dieser das Mädchen mehr liebt als eine Schwester, und die enge Verbundenheit der beiden beobachtet, wagt er den nächsten Schritt und spricht seine Absichten offen aus. Aber er stößt auf Widerstand: David zeigt seine Abneigung gegen Uriah und macht ihn auf den Niveauunterschied zu Agnes aufmerksam. Wickfield reagiert mit einem Zornausbruch und beklagt seine Entmündigung durch den Kompagnon. Dieser erkennt, dass er vorschnell gehandelt hat, entschuldigt sich, erklärt aber David, dass er sein Ziel weiter verfolgen werde. Deutlich spricht er auch die Strategie seiner durch die Eltern anerzogenen Demut aus: Mit gespielter unterwürfiger Haltung und Schmeichelei täuscht er die Menschen und gewinnt Macht über sie (Kp. 39). Er warnt, niemand dürfe ihm in den Weg treten (Kp. 41). Diese Offenbarungen David gegenüber mischt Uriah mit der gespielten Bekundung seiner Bewunderung und Freundschaft, obwohl dieser immer mehr seine Abneigung zeigt und ihm sogar einmal im Zorn ins Gesicht schlägt (Kp. 42). Dies geschieht, als er ihn in eine seiner Intrigen hineinzieht: Heep verleumdet Annie Strong, eine Beziehung zu ihrem Cousin Jack Maldon zu haben, und beruft sich auch auf Befürchtungen Wickfields und angebliche Beobachtungen Copperfields. So versucht Uriah Wickfields Umfeld zu stören. Dr. Strong nimmt jedoch Annie in Schutz und sieht die Schuld allein bei sich, denn er habe seine junge Frau aus Verbundenheit mit ihrem toten Vater in eine Ehe gedrängt, die ihre jugendlichen Bedürfnisse nicht erfülle. Er verpflichtet alle zum Schweigen und holt seine muntere Schwiegermutter ins Haus, damit Annie mehr Unterhaltung hat. David beobachtet in der folgenden Zeit die veränderte Stimmung im Haus und die Traurigkeit Annies. Mr. Dick spürt dies ebenfalls und führt eine offene Aussprache der Eheleute herbei, in der Annie ihre Integrität demonstriert und erklärt, wie ihr Cousin den Einfluss ihres Mannes genutzt hat, um Anstellungen zu finden, anstatt sie aus eigener Kraft zu erreichen, und wie er sie zu einer Beziehung überreden wollte und wie sie ihn zurückwies (Kp. 45).
Micawbers alte und neue Geschäfte

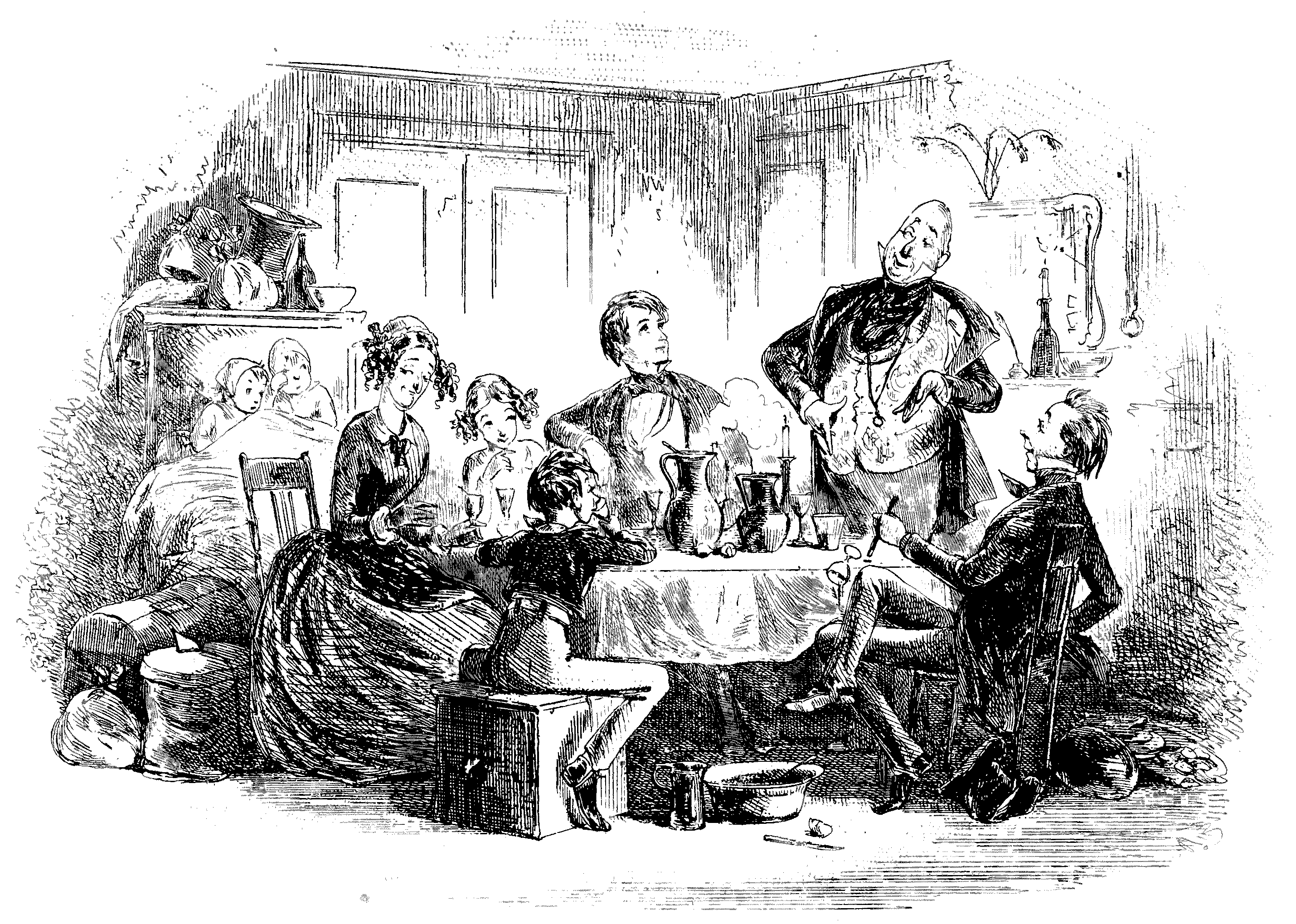
David und Tommy bei Familie Micawber (Illustration von Phiz).

Tommy Traddles, der in Wickfields Büro durch Schreibarbeiten etwas Geld für seine Advokaten-Ausbildung verdient, lädt David in seine Wohnung in Camdentown ein. Seine Nachbarn sind die Micawbers. Mr. Micawber versucht sich inzwischen im Kommissionshandel für Getreide und ist wieder in finanziellen Schwierigkeiten, zumal sich die Familie vergrößert. Davids Warnung an Tommy, Micawber Geld zu leihen, kommt zu spät, denn er hat ihm bereits seine Rücklagen für sein Studium gegeben und dafür einen nicht gedeckten Wechsel erhalten (Kp. 28). Aus Mitleid mit Mrs. Micawber tauscht Traddles jedoch noch einen zweiten Wechsel ein und verliert nicht nur sein Geld, sondern auch seine Möbel, mit denen er gebürgt hat. Nachdem er wieder etwas Geld verdient hat, bittet er David und Peggotty, für ihn einen Tisch und den Blumentopf seiner Verlobten Sophie vom Händler zurückzukaufen (Kp. 34). Micawber hält sich zuerst unter dem Namen Mortimer versteckt, arrangiert sich dann mit seinen Gläubigern, z. B. Traddles, durch neue Schuldscheine und Versprechungen auf erfolgreiche Unternehmungen, unterstützt von seiner von der Genialität ihres Mannes überzeugten Frau. Ihre unrealistischen Aufstiegshoffnungen in höchste Staatsämter gründen sich auf seine Anstellung als Schreiber bei Uriah Heep in Canterbury (Kp. 36).
Emilys Verführung durch Steerforth

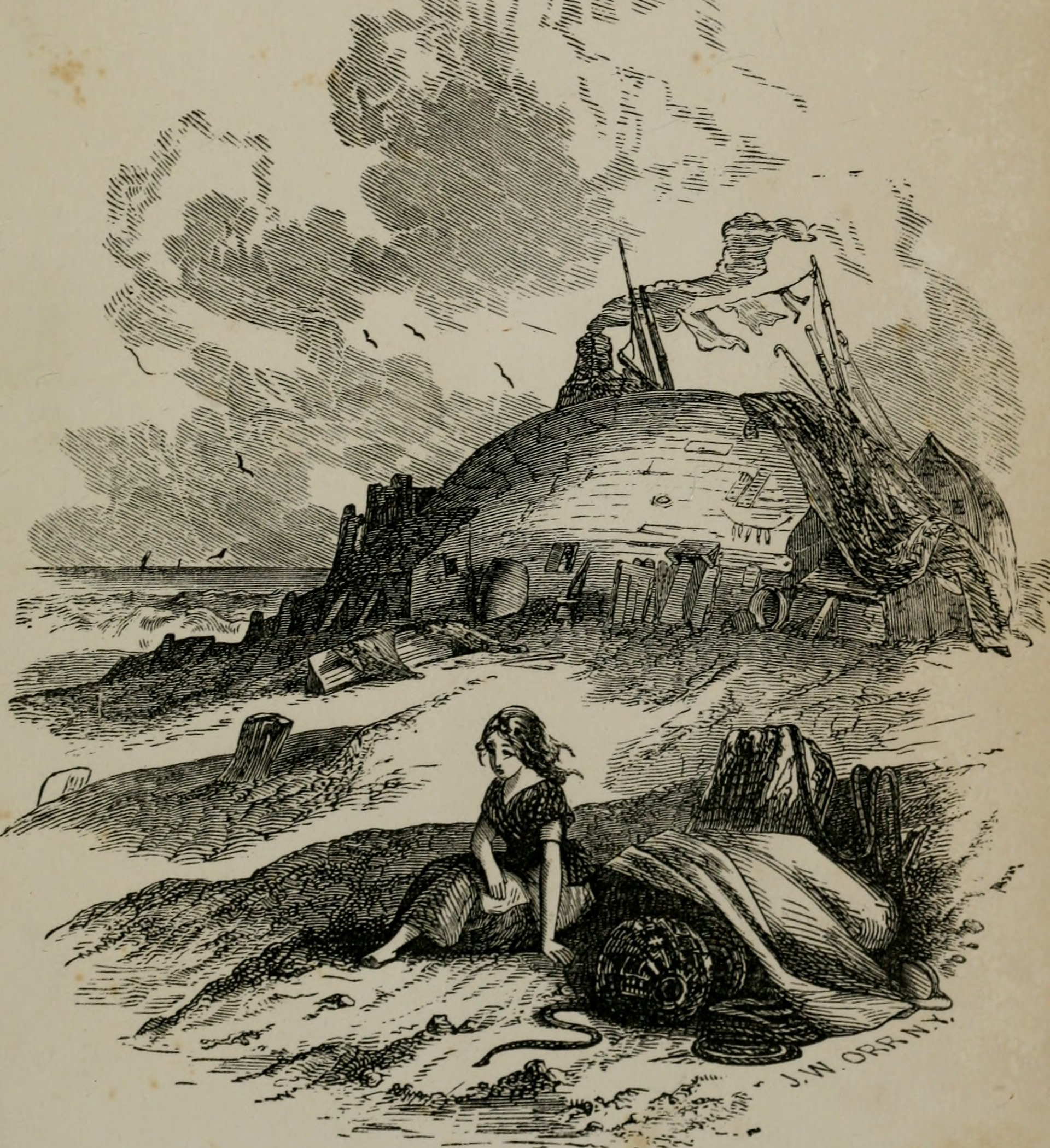
Emily sitzt einsam am Strand (Illustration von Phiz).

In der Weiterführung der Emily-Handlung werden Davids Augen über sein Idol James Steerforth geöffnet. Bisher hat er aus Bewunderung des Freundes Anzeichen seiner Zwiespältigkeit ignoriert. Bei zwei Besuchen im Haus Steerforth (Kp. 20 und 29) erlebte er den Freund als Liebling seiner Mutter und deren Gesellschafterin Rosa Dartle, die seinen ambivalenten Charakter im Gegensatz zu Mrs. Steerforth ahnt und ihn mit insistierenden, aber rätselhaft formulierten Fragen kritisch zu analysieren sucht. Während Rosas Bemerkungen für David unklar bleiben, spricht Agnes ihre Warnung vor der Freundschaft mit Steerforth deutlich aus (Kp. 25). Aber erst als er auf die Nachricht vom bevorstehenden Tod des Fuhrmanns Barkis nach Yarmouth reist (Kp. 30), erfährt er die Wahrheit. Emily hat sich in ihrem Verhalten verändert: Sie hat ihre Hochzeit mit Ham aufgeschoben, angeblich weil sie Peggotty bei der Pflege ihres Mannes helfen will. Als David sie begrüßen will, zittert sie und weicht ihm aus. Nach der Beerdigung taucht sie unter und verlässt in Steerforths Kutsche den Ort. In ihrem Brief bittet sie für ihr Verhalten um Entschuldigung. Sie werde nur als Gattin zurückkehren (Kp. 31). David fühlt eine Mitschuld, weil er den Freund in Dans Haus eingeführt und ihm vertraut hat, und begleitet Peggotty und ihren Bruder zur Dokumentation der Erbschaftsangelegenheit und zu einem Gespräch mit Mrs. Steerforth nach London. In Highgate werden sie nach kurzem Gespräch schroff verabschiedet (Kp. 32). Mrs. Steerforth lehnt die Bitte Dans, einer Ehe zuzustimmen, um seiner Nichte ein Leben in Schande zu ersparen, aus Standesgründen arrogant ab. Sie selbst fühlt sich hintergangen, sie sieht ihre Karrierehoffnungen zerstört und macht die für ihren begabten gebildeten James als Frau völlig ungeeignete Emily für die Trennung von ihrem Sohn verantwortlich. Rosa steigert sich, offenbar aus Eifersucht, in einen Wutanfall und beschimpft David, den Fischer ins Haus gebracht zu haben. Mr. Peggotty macht sich allein auf die Suche nach Emily, die er als Opfer des Verführers beschützen will. Er verfolgt ihre Spur durch Frankreich und Italien, kehrt aber erfolglos nach Yarmouth zurück, wo inzwischen reuevolle Briefe seiner Nichte eingetroffen sind (Kp. 40).
Liebesbeziehung mit Dora Spenlow

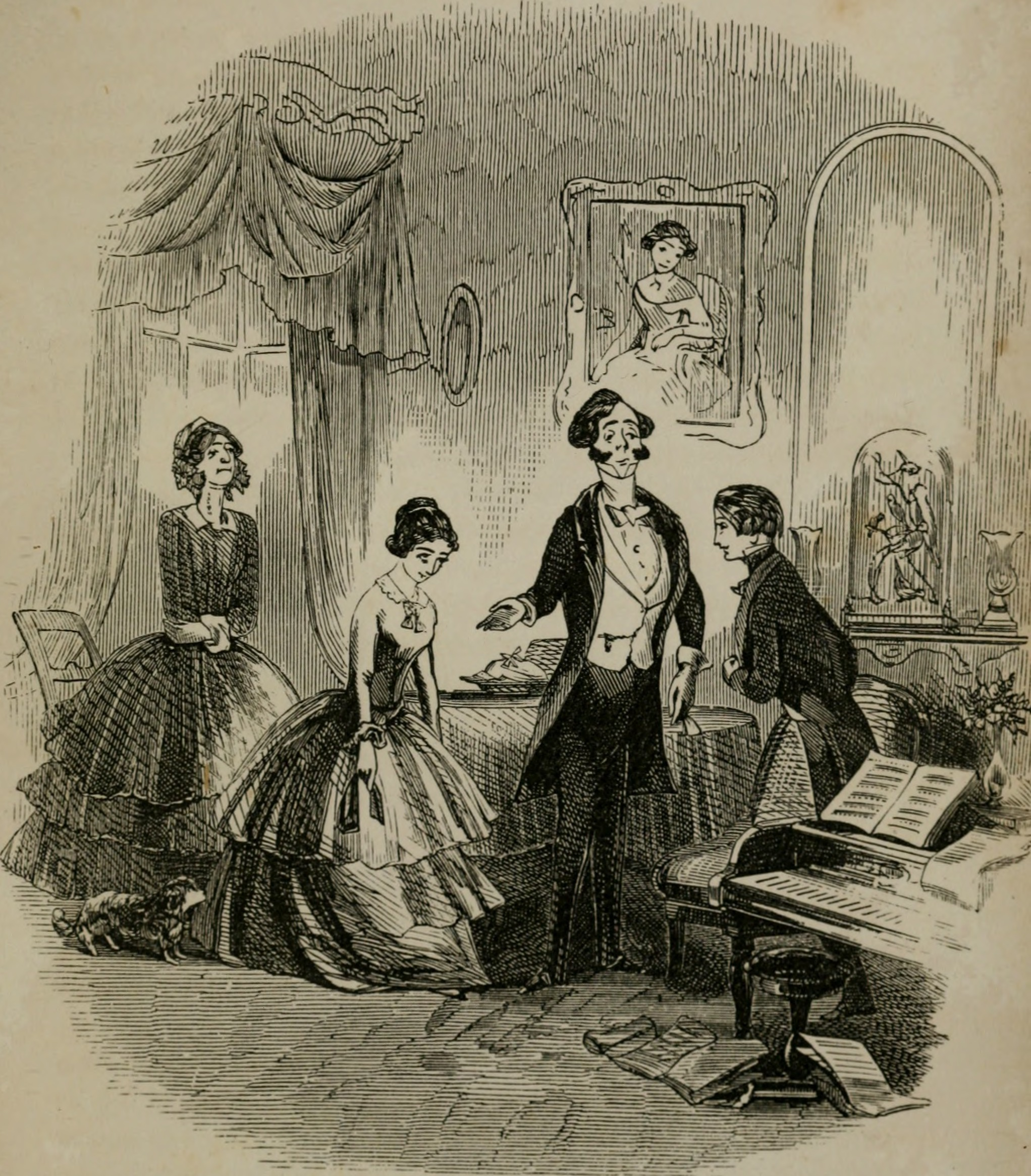
Mr. Spenlow stellt David seine Tochter Dora vor (Illustration von Phiz).

Ein weiterer Schwerpunkt dieses Lebensabschnittes ist die beginnende Liebesgeschichte Davids und Doras. Er hat die schöne Tochter des Doctors‘ Commons-Anwalts Francis Spenlow auf dessen Anwesen in Norwood bei London kennengelernt und sich spontan in sie verliebt. Ihre Gesellschafterin ist zu seiner Überraschung Miss Murdstone, die David vorschlägt, über ihre Vergangenheit in beider Interesse Stillschweigen zu wahren. Im Büro Spenlows trifft David zufällig auch auf Mr. Murdstone, als dieser gerade einen Ehekontrakt mit einer reichen jungen Frau in Auftrag gibt. Für David ist Dora ein überirdisches Wesen. Nach ihrer Geburtstagsparty gesteht er ihr seine Liebe und sie verloben sich heimlich. Nur Doras Freundin Julie Mills, die die Vermittlerin spielt und die Briefe weiterleitet, weiß davon. Eine vorübergehende Störung erfährt die Beziehung, als David seine Freundin über die Geldverluste seiner Tante, seine derzeitigen Armut und seine Pläne, eine bescheidene Existenz für sie beide zu erarbeiten, informiert. Die empfindsame und schöngeistige Dora reagiert irritiert auf diese Nachricht, denn mit dem Wort „Arbeit“ verbindet sie Tätigkeiten aus einer anderen Welt, für die ihre Kräfte viel zu schwach sind. Sie weigert sich, sich mit seinen realistischen Lebensvorstellungen auseinanderzusetzen, und flüchtet in ihren romantischen Lebenstraum ohne Arbeit (Kp. 37). Ihr Vater erfährt von ihrer Korrespondenz durch Miss Murdstone, die Davids schwärmerische Liebesbriefe bei ihrem Zögling gefunden hat. Spenlow stellt David zur Rede und fordert ihn auf, diese Jugendtorheit zu vergessen und die Beziehung aufzugeben, zumal er viel zu jung sei und kein Einkommen habe. Er gibt ihm eine Woche Bedenkzeit. David versucht jedoch über Miss Mills Dora seine unveränderliche Liebe mitteilen zu lassen. Am Tag darauf erfährt David in der Kanzlei, dass Spenlow auf dem nächtlichen Heimweg tot aus seiner Kutsche gefallen sei. Bei der Überprüfung seines Vermögens stellt sich heraus, dass er offenbar den Überblick über seine Finanzen verloren hat und verschuldet ist, so dass sein Haus in Norwood verkauft werden muss. Dora wird von ihren beiden Tanten Lavinia und Clarissa in Putney bei London aufgenommen (Kp. 38). David berät sich mit Agnes, dem sanften, vernünftigen und einfühlsamen Pendant zur „bezauberten Natürlichkeit“ der unerfahrenen und unsicheren Dora. Sie empfiehlt ihm, einen Brief an Doras Tanten zu schreiben (Kp. 39). Seine Bitte, sie besuchen zu dürfen, wird erfüllt (Kp. 40). Beide sehen sich jetzt wöchentlich in Putney. David nimmt eines Tages Agnes mit, um sie mit Dora bekanntzumachen. Die beiden Mädchen freunden sich an und vereinbaren, miteinander zu korrespondieren. Davids Hoffnung, dass Dora durch Agnes‘ Einfluss selbständiger wird und sich für alltägliche Dinge wie Kochen und Haushaltsführung interessiert, erfüllt sich allerdings nicht. Sie will solche Arbeiten dem Dienstpersonal überlassen, bleibt kindlich verspielt und dressiert lieber ihr Hündchen Jip (Kp. 41).
Betsey Trotwoods Vermögensverluste und ihr Umzug nach London

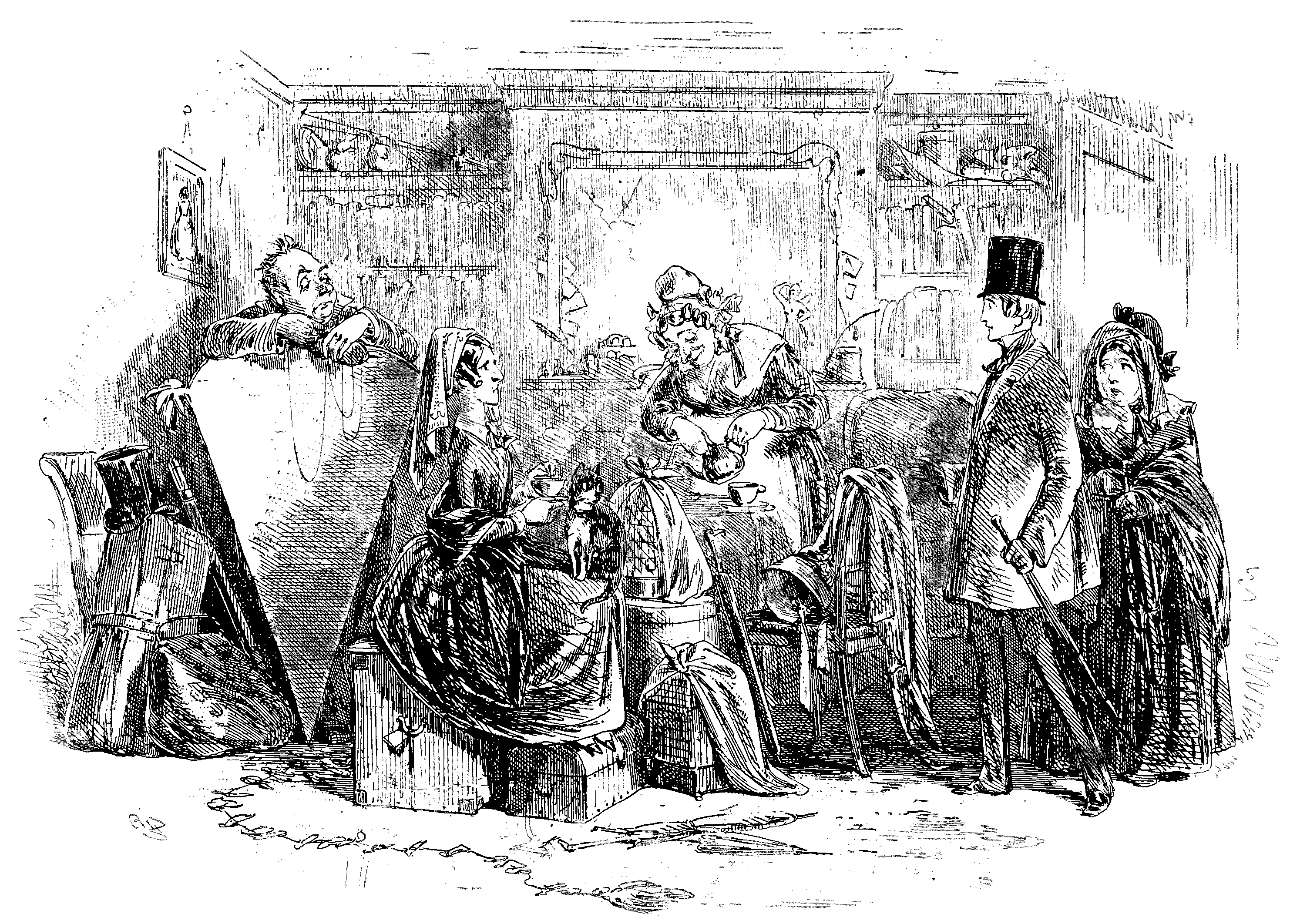
Miss Trotwood und Dick ziehen nach London und kommen bei David unter (Illustration von Phiz).

Kurz nach seiner Verlobung tauchen plötzlich die Tante und Mr. Dick mit ihrem Gepäck in Davids Wohnung auf. Betsey hat, wie sie selbst ungenau erklärt, durch Kursverluste ihrer Bergwerk- und Fischerei-Aktien den größten Teil ihres Vermögens verloren, muss das Haus vermieten und ihr Leben auf niederem Niveau neu organisieren (Kp. 34). Sie packt diese neue Aufgabe beherzt an. Später (Kp. 52) stellt sich heraus, dass sie ihr Vermögen durch Wickfield verwalten ließ, sie aber, nachdem das Geld verschwunden ist, den alten kranken Bekannten nicht belasten will, auch um Agnes zu schonen.
David stellt sich sofort auf die neue Situation ein: er versucht seinen Ausbildungsvertrag aufzulösen, um die tausend Pfund Lehrgeld zurückzuerhalten, doch die Teilhaber Spenlow und Jorkins lehnen ab (Kp. 35). Agnes, die auf Bitte Betseys von Canterbury zur Beratung angereist ist, vermittelt David eine Anstellung als Sekretär bei seinem früheren Schuldirektor Dr. Strong, der als Pensionär jetzt in Highgate lebt und weiter an seinem Wörterbuch arbeitet. Davids Selbstbewusstsein wird durch die Arbeit gestärkt. Er schränkt seine Lebensführung ein, verkauft seine eleganten Kleider und ist zuversichtlich, dass sie die Krise überwinden werden, dass er einen Beruf findet und Dora heiraten kann. Er hat gehört, dass viele erfolgreiche Männer ihre Karriere als Berichterstatter über Parlamentssitzungen für Zeitungen begonnen haben. Tommy rät ihm, dafür Stenographie zu lernen. Als Zuhörer der langwierigen und für ihn langweiligen Prozesse in den Commons nutzt er die Zeit, um die Reden zu protokollieren und die Kurzschrift zu üben. Tommy trainiert ihn zu Hause, indem er vor ihm langsam Parlamentsreden deklamiert (Kp. 38). Im Gegensatz zu Tante Betsey und David ist Mr. Dick über den Abstieg deprimiert und will mithelfen. Traddles vermittelt ihm einige Abschreibarbeiten, weniger des geringen Verdienstes wegen als zur Hebung seines Gemütszustandes (Kp. 36).

### Parlamentsberichterstatter und Schriftsteller, Ehe mit Dora (Kp. 43–57)
In dieser Lebensphase Davids werden auch die wichtigsten Parallelhandlungen Uriah Heeps, Emilys und Micawbers abgeschlossen.
Haushaltsführungsprobleme

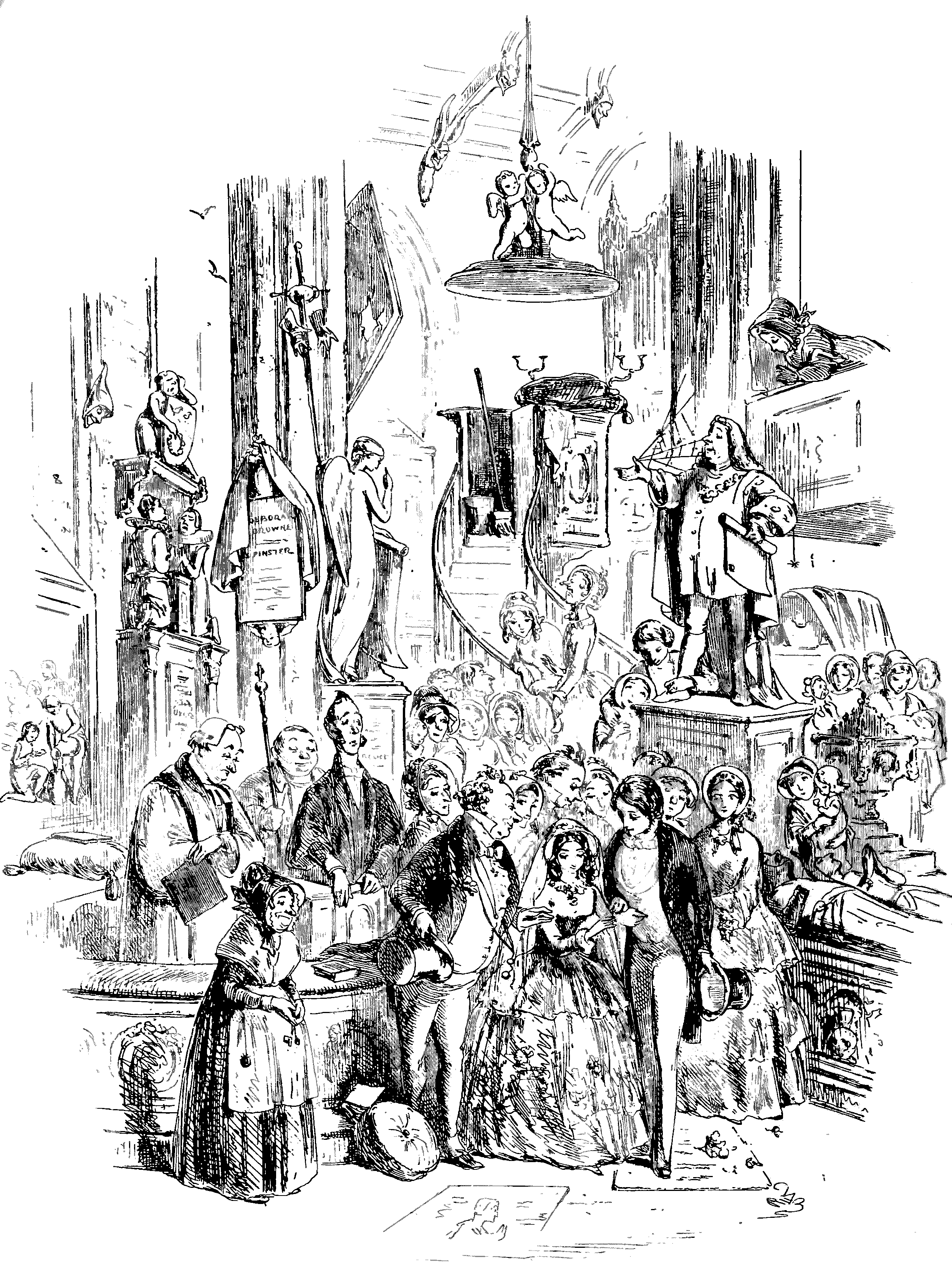
Trauung Davids und Doras (Illustration von Phiz).

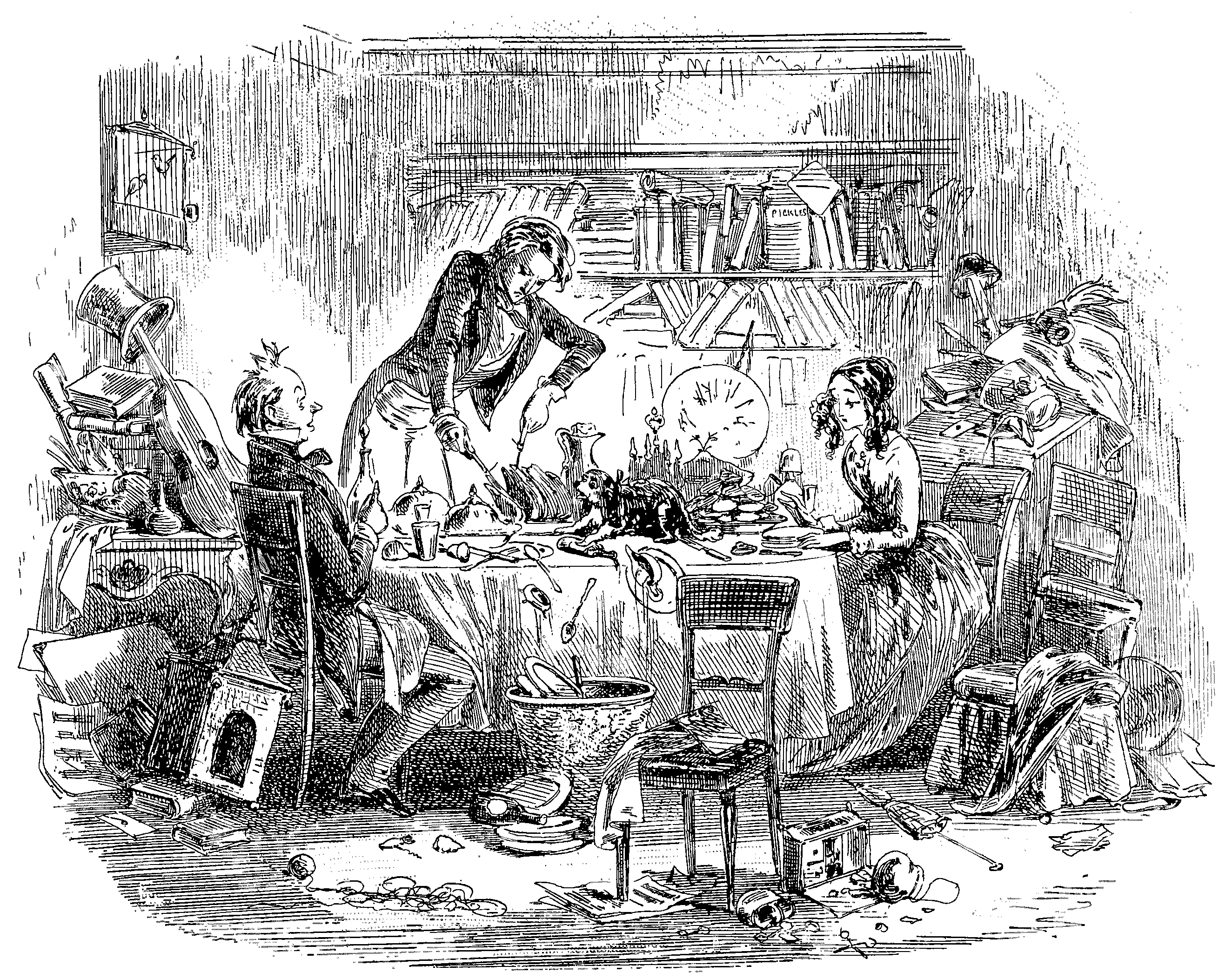
David bemüht sich Tommy mit halbgarem Braten zu bewirten (Illustration von Phiz).

Mit 21 Jahren beginnt für David ein neuer Lebensabschnitt. Er hat die Anwaltslehre aufgegeben und Arbeit als Parlamentsberichterstatter bei einer Morgenzeitung gefunden. Außerdem veröffentlicht ein Magazin seine Erzählungen und er schreibt seinen ersten Roman. Er hat ein gutes Einkommen, kann ein kleines Haus in Highgate kaufen und Dora heiraten. Wie in einem Traum erinnert er sich an die Hochzeitsfeier mit den Tanten, Peggotty, Mr. Dick, Agnes, Traddles und seiner Verlobten Sophie als Gäste (Kp. 43).
Nach den Flitterwochen beginnt der Alltag und beide haben keine Erfahrung in der Haushaltsführung. Dora ist kindlich verspielt, malt und musiziert gern, sieht ihm gern beim Schreiben zu und sieht in seinen Versuchen, mit seinem „hübschesten Weibchen“ ein Organisationssystem zu entwickeln, Lieblosigkeit und nennt dann ihren „Doady“ einen „bösen, bösen Mann“, worauf er schuldbewusst ihr seine Liebe und Bewunderung versichern muss. Dann nennt sie sich ein „kindisches Weibchen“. Mit ihren Dienstmägden, Köchinnen und Waschfrauen haben sie Pech: entweder sind sie unqualifiziert, ungeschickt, unzuverlässig oder betrügerisch, aber die Herrschaften getrauen sich lange Zeit nicht, sie zur Rede zu stellen. So misslingen viele ihrer „Wirtschaftskunststücke“. Davids Tante, die er um Rat fragt, will sich nicht einmischen, um die gute Beziehung zu Dora nicht zu gefährden, und rät ihm zu Geduld. Nach anderthalbjähriger Ehe wird ihr Bursche wegen Diebstählen verhaftet. Dieser gesteht auch verschiedene Delikte im Haus und David muss mit Dora über ihre mangelnden Kontrollen reden, die offenbar das Personal zu Unregelmäßigkeiten und Betrügereien verleiten. Dora fühlt sich angegriffen und ist beleidigt. Darauf versucht David eine andere Methode. Er will den kindlichen Charakter seiner Frau durch Literatur bilden. Er versucht, mit ihr über seine schriftstellerische Arbeit zu sprechen, und liest ihr aus Shakespeares Dramen vor. Aber sie reagiert nur gelangweilt und bemerkt traurig, er habe die falsche Frau geheiratet. Schließlich gibt er die Versuche auf, seine Frau zu erziehen, und akzeptiert sie in ihrer spielerischen Natürlichkeit. So bessert sich wenigstens wieder die Atmosphäre zwischen ihnen (Kp. 48). David liebt Dora so, wie sie ist, und sie bewundert den erfolgreichen Schriftsteller, der genug Geld verdient, dass er seine Tätigkeit als Parlamentsprotokollant aufgeben kann. Nach zweijähriger Ehe nehmen ihre Kräfte ab und sie kann nicht mehr allein die Treppen steigen. Vor ihrem Tod bittet sie Agnes um eine Unterredung und bittet sie, sich um David zu kümmern (Kp. 62). In ihrem letzten Gespräch mit ihrem Mann äußert sie sich ähnlich wie David zuvor in seinen Gedanken (Kp. 53): Sie sei zu jung für die Ehe gewesen und sie hätten es bei einer Kinderliebschaft belassen sollen. Im Laufe der Zeit hätte sich ihr kluger Mann weiterentwickelt, während sie sein schönes kindisches Weibchen geblieben sei.
Auf diese Zeit der Liebe zurückblickend bemerkt David: „Manchmal war es mir kurze Zeit, als wünschte ich, mein Weib wäre meine Beraterin, hätte mehr Charakter und Selbständigkeit, um mich aufrechtzuerhalten und zu bessern, besäße die Kraft, die Leere auszufüllen, die mir, ich weiß nicht wie, um mich zu herrschen schien, aber zugleich kam es mir vor, als ob dies eine nicht der Erde angehörende Vollendung meines Glückes wäre, die nie sein sollte und nie sein konnte“ (Kp. 44). „Wenn ich an die luftigen Jugendträume dachte, die sich nicht verwirklicht hatten, dachte ich auch an die schönere Zeit vor dem Mannesalter; und dann entstanden die zufriedenen Tage mit Agnes in dem lieben alten Haus wie Gespenster von Toten vor mir, die ich vielleicht in einer andern Welt wiedersehen könnte, die aber hier nie wieder lebendig werden würden.“ (Kp. 48).
Suche nach Emily
Als David eines Tages auf dem Heimweg am Steerforth-Haus vorbeigeht, wird er von Miss Dartle hereingerufen und über das Ende der Affäre von James mit Emily informiert (Kp. 46): Nach Reisen durch Europa hat James das Interesse an seiner Geliebten verloren, ist aus der Villa bei Neapel abgereist und hat ihr durch seinen Diener Littimer mitteilen lassen, dass dieser zu einer Ehe mit ihr bereit ist, um sie vor gesellschaftlicher Ächtung zu bewahren. Darauf geriet sie außer sich und verließ nachts unbemerkt das Haus. David vermutet, dass Mrs. Steerforth und Miss Dartle befürchten, Emily komme auf der Suche nach ihrem Liebhaber nach London in ihr Haus, und dass sie hoffen, Mr. Peggotty spüre sie vorher auf und nehme sie zu sich. David besucht sofort Dan Peggotty in seiner Wohnung in London und sie beraten über ihr weiteres Vorgehen: Sie überlegen, dass Emily aus Beschämung nicht nach Yarmouth zurückkehrt, sondern bei ihrer früheren Freundin Martha einen Unterschlupf sucht. Sie finden die entwurzelte und lebensmüde Martha an der Themse, hindern sie an ihrem Selbstmord und bitten sie um ihre Hilfe (Kp. 47). Einige Monate später kommt die erhoffte Nachricht. Martha ruft David und den Onkel in ihr Zimmer in einem Armenviertel in der Nähe von Goldensquare. Kurz bevor Mr. Peggotty die verzweifelte Emily in seine Arme nimmt, hat Miss Dartle sie aufgesucht und sie wegen ihrer Affäre wie eine Prostituierte aus der Unterschicht behandelt: sie habe James verführt, um sich an einem Adelsspross zu bereichern. Sie drohte ihr, wenn sie nicht aus London verschwindet und sich bei ihrer Familie versteckt, würde sie überall ihren schlechten Ruf verbreiten (Kp. 50). Kurz darauf erscheint Mr. Peggotty. Emily erzählt ihm von ihrer Flucht nach London (Kp. 51): Littimer sperrte sie, um ihre Zustimmung zur Ehe zu erzwingen, in der Villa ein, sie riss aus, eine italienische Fischerfamilie versteckte sie und verhalf ihr zu einer Schiffsreise nach Frankreich, dort arbeitete sie in einem Wirtshaus, musste wieder vor dem sie verfolgenden Littimer fliehen und kam in London bei Martha unter. Mr. Peggotty plant, um sie vor Verleumdungen durch Steerforths Familie zu schützen, mit ihr nach Australien auszuwandern und dort einen Neuanfang zu wagen. Mrs. Gummidge und Martha ergänzen die Gruppe, auch die Familie Micawber wird sich anschließen (Kp. 52). David, Agnes und Miss Trotwood besuchen die Auswanderer auf ihrem Schiff vor dem Auslaufen und verabschieden sich von ihnen (Kp. 57).

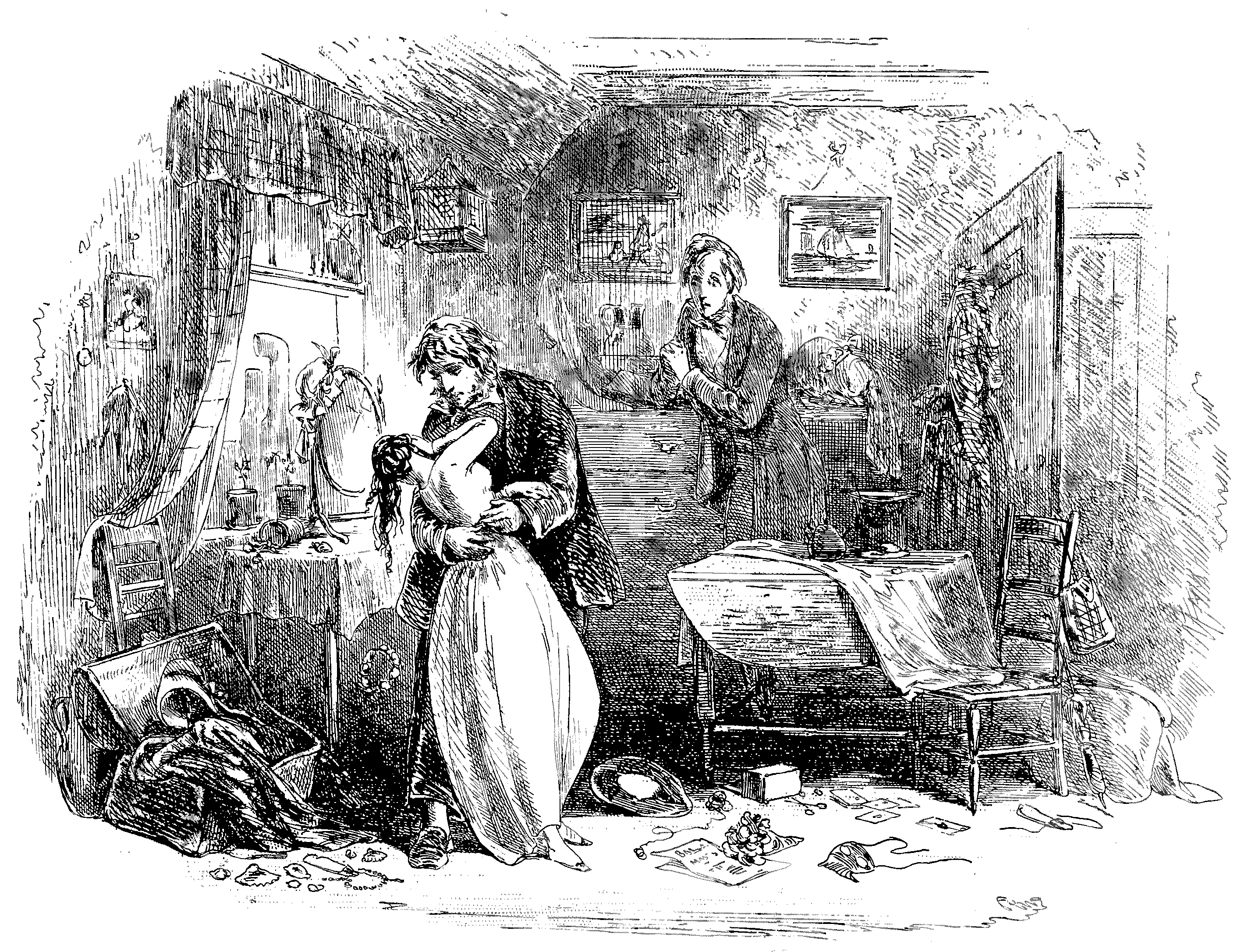
Mr. Peggotty und David finden Emily in Marthas Zimmer (Illustration von Phiz).

Vor der Reise fährt Dan Peggotty mit David nach Yarmouth, löst dort seinen Haushalt auf, verkauft sein Fischerboot und die Geräte und verabschiedet sich von den Freunden und Verwandten (Kp. 51). Ham lässt durch David Emily ausrichten, dass er sie um Verzeihung bittet, ihr seine Liebe aufgedrängt zu haben, und dass er für sie bete, aber David solle ihr nicht erzählen, dass er seine Liebe zu ihr und die Enttäuschung nie überwinden werde. Auf diese Nachricht hin bittet Emily David, Ham einen Brief von ihr zu überbringen. Er reist sofort nach Yarmouth, um Hams Antwort noch vor Abfahrt des Schiffes nach London zu bringen. Als er die Küste erreicht, hat ein starker Sturm viele Schiffe in Seenot gebracht (Kp. 55). Ein Schoner aus Spanien wird mit abgebrochenen Masten in Strandnähe getrieben und droht auseinanderzubrechen. Ham schwimmt, an ein Tau angebunden, durch die Brandung, um am Wrack ein Seil anzubringen, an dem sich die Matrosen an Land ziehen können, doch kurz vor dem Ziel zerstört eine hohe Welle das Schiff endgültig. Ham wird tot aus dem Wasser gezogen. Einer der angespülten Seemänner ist James Steerforth. David überführt den Leichnam seines Schulfreundes ins Haus der Mutter. Dort erlebt er Rosa Dartles Wahnsinnsanfall (Kp. 56): Als ehemalige Geliebte von James macht sie der Mutter Vorwürfe, ihren Sohn zu einem arroganten Charakter verhätschelt zu haben.
Viele Jahre später erfährt David das weitere Schicksal der beteiligten Personen: Mr. Peggotty erzählt während eines Heimaturlaubs, dass seine Gruppe gemeinsam auf ihrer Farm arbeitet, abgesehen von Martha, die einen Bauern geheiratet hat. Die Micawbers hätten lange Zeit den Nachbarhof bewirtschaftet, bevor Wilkins zum Friedensrichter ernannt worden sei (Kp. 63). David begegnet bei der Besichtigung einer Besserungsanstalt neben Uriah dem Diener Littimer, der dort eine Strafe verbüßt, weil er seiner Herrschaft, offenbar James Steerforth, eine große Summe gestohlen hat und vor seiner Flucht nach Amerika festgenommen wurde (Kp. 61).
Uriah Heeps Betrügereien

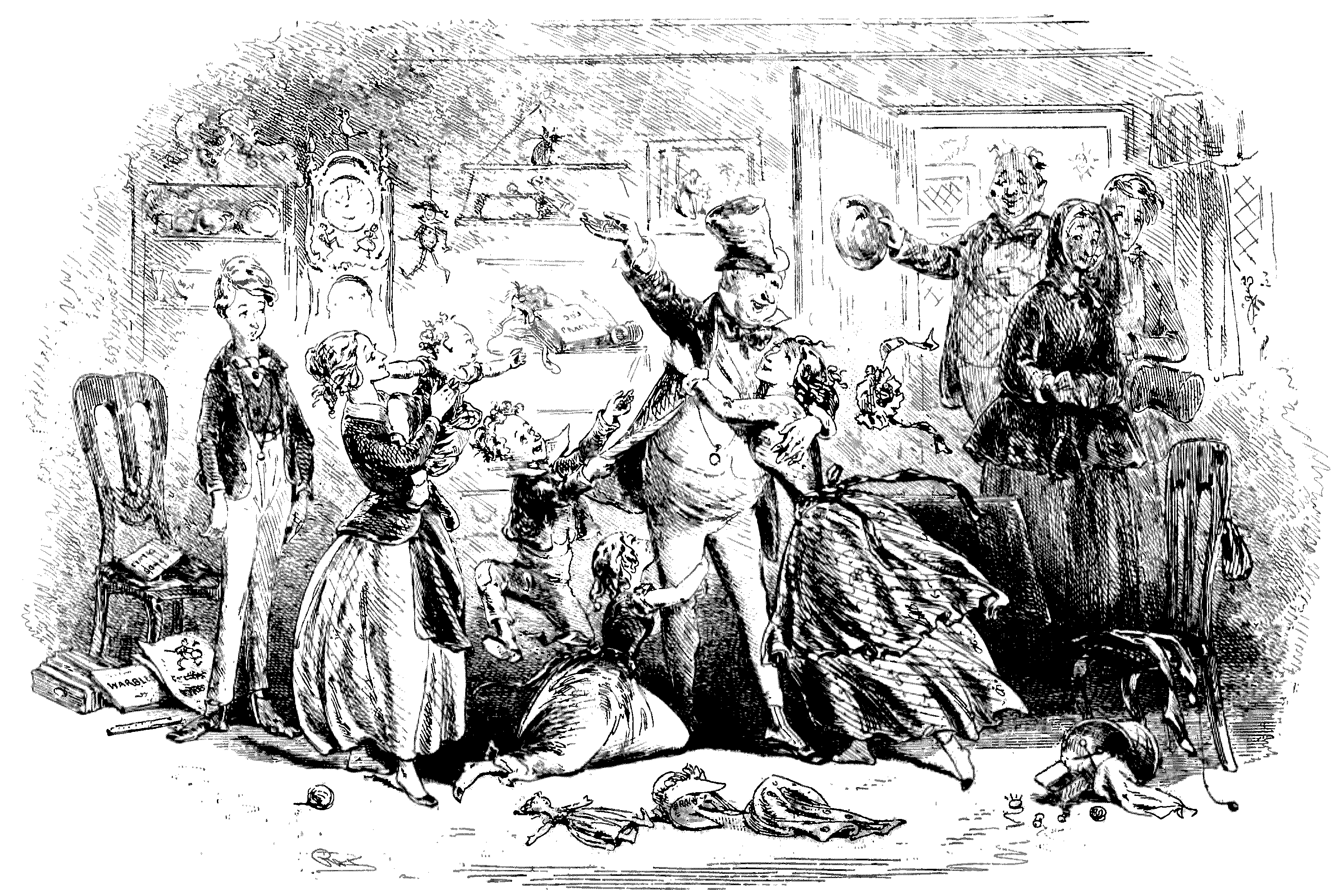
Versöhnung Mr. Micawbers mit seiner Familie (Illustration Phiz).

David und Tommy haben von Mrs. Micawber Briefe bekommen, in denen sie sich über die Veränderung ihres Mannes beklagt. Nun kommt Wilkins Micawber nach London und erzählt den beiden jungen Freunden, dass Uriah Heep ihn durch die Anstellung und durch den Aufkauf seiner nicht gedeckten Schuldscheine unter Druck gesetzt hat. Mit ähnlicher Methode erpresst er seinen ehemaligen Chef Wickfield, den er im Zustand der Schwäche und Apathie verleitet hat, ihn belastende Dokumente zu unterschreiben. Nun droht er, wenn sein Kompagnon ihm nicht zunehmend die Kanzlei überlasse, damit an die Öffentlichkeit zu gehen und ihn und Agnes anzuklagen. Aus Hass auf seinen vermuteten Nebenbuhler David versucht er, auch dessen Geldquelle zu schwächen. Er verschiebt das Vermögen von dessen Tante auf sein Konto, lenkt die Schuld auf Wickfield, den Miss Trotwood aus Mitgefühl mit Agnes schonen will. Außerdem droht er ihr, die Landstreicherei ihres heruntergekommenen Mannes publik zu machen. Allerdings verliert Heep dieses Druckmittel nach dem Tod des Mannes (Kp.54).
Micawber will sich jetzt von Heep befreien. Er könne es mit seinem Gewissen nicht mehr vereinbaren, zu den Schurkereien, Heucheleien und Lügen seines Prinzipals zu schweigen, auch wenn er und seine Familie wieder in Schwierigkeiten kommen sollten (Kp. 49). Er lädt David und Tommy, dazu Miss Trotwood, Mr. Dick, den er Dixon nennt, und Agnes in Heeps Büro in Canterbury ein und klagt ihn wegen Urkundenfälschung, Unterschlagung, Fehlbuchungen, Ausnutzung der Krankheit Wickfields usw. an (Kp. 52). Bei seinen Untersuchungen hat er herausgefunden, dass auch Trotwoods Vermögen, das sie der Kanzlei Wickfields anvertraut hat, bei den illegalen Transaktionen in Heeps Tasche gewandert ist. Die Dokumente hat er gesichert und übergibt sie dem Anwalt Tommy Traddles zur Überprüfung. Dieser zwingt Heep zur Herausgabe der Bankbücher und der Wertpapiere sowie zum Rückzug aus der Kanzlei. Auf eine Anklage vor Gericht verzichtet man, solange Uriah die angedrohten Verleumdungen Wickfields unterlässt. Viele Jahre später begegnen David und Tommy Uriah Heep bei einer Führung durch ein Reformgefängnis (Kp. 61). Er sitzt eine Strafe wegen Fälschung und Betrug gegen die Bank von England ab und wird als einer der besonders bußbereiten Häftlinge der Besserungsanstalt vorgeführt. David befürchtet jedoch, dass er wieder seine alte Komödie der Unterwerfung spielt.

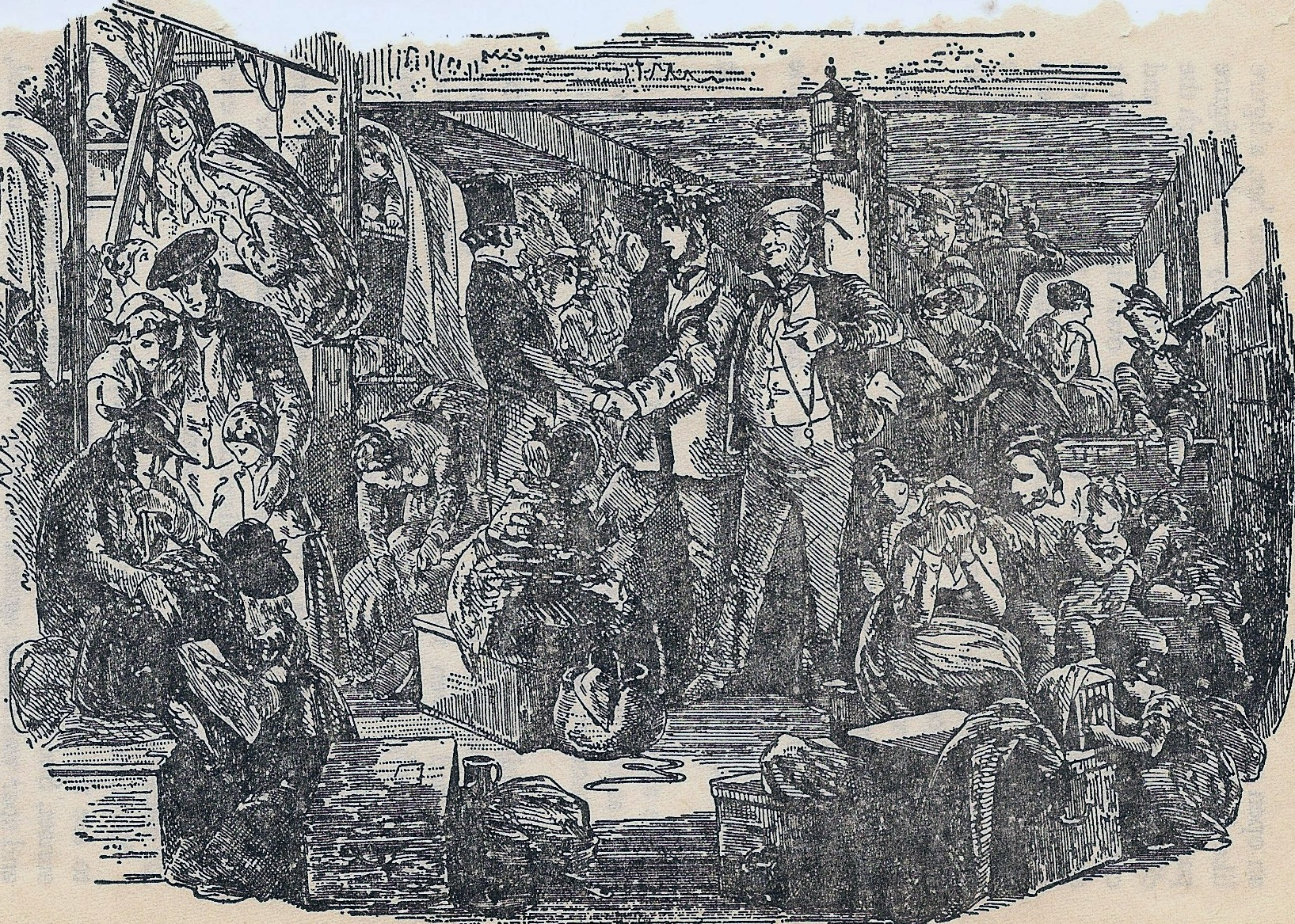
Abschied von den Auswanderern (Illustration von Phiz).

Traddles bespricht mit den Freunden auch ihre finanzielle Situation (Kp. 54): Miss Trotwood erhält ihre 5000 Pfund zurück und übernimmt Micawbers Schuldscheine und das Startkapital für den Aufbau einer Existenz in Australien. Agnes möchte, dass ihr geschwächter Vater sich zur Ruhe setzt und die Kanzlei aufgibt. Für seinen Unterhalt soll das Haus verkauft werden. Agnes will es mieten und darin eine Mädchenschule einrichten. Mr. Micawber ist erleichtert, sich aus Heeps Fängen befreit zu haben, auch wenn er jetzt keine Arbeit mehr hat. Er nimmt die Freunde mit in seine Wohnung und sie erleben die Versöhnung der Ehegatten. Miss Trotwood schlägt vor (Kp. 54), dass die Familie in Australien die Chance für ein neues Leben bekommt und dass als Belohnung für die Aufrichtigkeit die Schuldscheine abgegolten werden und sie ein Startkapital erhalten. Die Micawbers stimmen zu und wandern zusammen mit Mr. Peggotty und Emily aus (Kp. 57). Heep präsentiert vor der Abreise drei Schuldscheine und Mr. Micawber droht die Verhaftung, aber er kann jeweils ausgelöst werden, nimmt die Hilfe dankbar an und übergibt Traddles in gewohnter Großspurigkeit eine neue Schuldverschreibung über die gesamte Summe. In Australien arbeitet er fleißig und kann diesmal das geliehene Geld zurückzahlen.
Er wird als angesehenes Mitglied der vornehmen Gesellschaft von Port-Middlebay zum Friedensrichter ernannt (Kp. 63).

### Neuanfang mit Agnes (Kp. 58–64)
Im letzten beschriebenen Lebensabschnitt erzählt David die Bewältigung von Doras Tod, die Wiederaufnahme der Schüler-Liebesbeziehung zu Agnes und ihre Ehe. David gerät nach dem Abschied von seinen Freunden in eine Krise. Jetzt erst wird er sich des Verlustes bewusst und er reist drei Jahre lang mit zunehmender Melancholie durch Europa. In der Schweiz führen Agnes‘ Briefe zu einer Besserung. Sie erinnert ihn an die schwere Zeit seiner Kindheit, die er gestärkt überwunden hat, und macht ihm Mut, dass er den Tod Doras verarbeiten kann und durch das große Leid weiter reift. Er solle wieder mit einem Roman beginnen. Sie sagt ihm ihre schwesterliche Unterstützung und Liebe zu. Er zieht sich in ein Hochgebirgstal zurück und schreibt seinen zweiten Roman, den Tommy Traddles in London veröffentlichen lässt und der seinen Ruhm steigert. Vor seiner Rückkehr reflektiert er auch sein Verhältnis zu Agnes, die er einst wie eine Schwester geliebt hat und deren Hilfe während der Schulzeit ihn gestützt hat. Er wird sich jetzt bewusst, dass es mehr als Geschwisterliebe war und dass er offenbar die große Chance seines Lebens verpasst hat, als er nach seinem Schulabschluss sie nur noch als Vertraute seiner Liebesschwärmereien für Mädchen und junge Frauen der Gesellschaft benutzte, v. a. als er seine Leidenschaft für Dora entwickelte und sie heiratete. Nun hat er Hemmungen, ihr dieses Geständnis nach Doras Tod zu machen. Er hat Angst, dass sie ihn missversteht und sich als Ersatz fühlt, ihn zurückweist und dass dadurch ihr Verhältnis Schaden nimmt. Auch ist er sich nicht sicher, ob sie ihn liebt und ihn heiraten will (Kp. 58). So gestaltet sich nach der Wiedersehensfreude ihr Beziehung weiterhin auf dem freundschaftlichen geschwisterlichen Niveau. Beide warten auf eine Liebeserklärung des anderen (Kp. 60). David wohnt in Dover bei seiner Tante und Peggotty, schreibt dort an seinem dritten Roman und pendelt nach Canterbury zu Agnes und zu Tommy Traddles, der eine Anwaltskanzlei in London eröffnet und seine langjährige Verlobte Sophie Crewler geheiratet hat. Um die Zustimmung seiner Schwiegereltern zu erhalten, musste er sich bereiterklären, im Notfall für die ganze Familie zu sorgen. Tommy und Sophie haben wenig Geld, mit größtem Vergnügen statten sie sich bei einem Schaufensterbummel in ihrer Phantasie mit teuren Bestecken und Möbeln aus. Die Kanzlei ist zugleich ihre Wohnung und wird flexibel genutzt. Oft kommen einige von Sophies neun Schwestern zu Besuch und werden freundlich beherbergt und vom gutmütigen Tommy und seiner lachlustigen Frau mit Spiel und Gesang unterhalten. Bei dieser fröhlichen kindlichen Gruppe kann David seine schweren Gedanken vergessen. Nach zwei Monaten entschließt er sich nach der prophetischen Bemerkung seiner Tante, Agnes werde vielleicht bald heiraten, sich ihr zu erklären und sie kann ihm jetzt sagen, dass sie ihn immer geliebt hat. Außerdem habe sie Dora das Versprechen gegeben, ihn zu heiraten (Kp. 62).

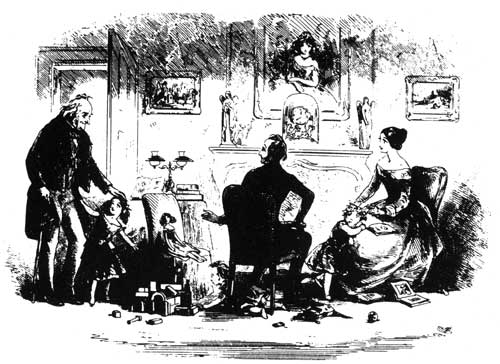
Daniel Peggotty besucht David und Agnes (Illustration von Phiz).

Eingeblendet sind die Begegnungen mit alten Bekannten, die über das Schicksal anderer Romanfiguren berichten: Der alte Blunderstoner Hausarzt Chillip informiert David über die zweite Ehe seines Stiefvaters, der seine junge Frau ähnlich streng bevormundet und ihr die Lebensfreude nimmt wie zuvor bei Clara Copperfield (Kp. 59). Der ehemalige Schulleiter von „Salemhouse“ und jetzige Friedensrichter Creakle führt David und Tommy in seiner Besserungsanstalt die wegen finanzieller Delikte verurteilten und angeblich geläuterten Häftlinge Uriah Heep und Littimer vor (Kp. 62). Daniel Peggotty besucht noch einmal seine Heimat und überbringt die Grüße der Auswanderer, die alle in Australien Fuß gefasst und sich etabliert haben (Kp. 63).
In dem den Rückblick abschließenden 63. Kapitel bestimmt der zu „Ruhm und Wohlstand“ gekommene Schriftsteller seinen Erzählerstandort: Er ist mit Agnes seit zehn Jahren glücklich verheiratet. Sie wohnen mit ihren zahlreichen Mädchen und Jungen in ihrem Londoner Haus. Die älteste Tochter heißt zur Freude der Tante Betsey, die zweitälteste trägt den Namen Dora. David sieht sich mit Agnes „auf der Straße des Lebens wandern“ und von den vielen Gesichtern und Stimmen heben sich einige ab: die Tante, Peggotty, Mr. Dick, Mrs. Steerforth und Rosa, die mit einem reichen Mann verheiratete Julia Mills, der undankbare Jack Maldon, Doktor Strong mit seinem beim Buchstaben D angekommenen Wörterbuch, und vor allem der treue Freund, der großherzige Tommy Traddles, der in seinem Haus die Familie und einige Schwägerinnen versorgt und trotz der vielen Räume die gleiche Enge wie früher in der Kanzlei fröhlich erträgt. Dann schließt David seinen Roman ab und alle Gesichter verschwimmen, bis auf das von Agnes, die ihm in die Nacht hinein beim Schreiben Gesellschaft leistet (Kp. 64).

## Erzählperspektive
Die Geschichte wird aus der Ich-Perspektive erzählt, aus der Sicht von David Copperfield. Es ist Dickens’ erster Roman mit einem Ich-Erzähler. Ansätze, die Welt der Erwachsenen zumindest vorübergehend aus dem wachen unverstellten Blickwinkel eines Kindes darzustellen und damit kritisch zu beleuchten, finden sich bereits in Dickens vorangegangenem Roman Dombey and Son (1848).
Der Ich-Erzähler berichtet die Ereignisse als Rückblick, kommentiert sie teilweise und hat deshalb einen größeren zeitlichen Abstand als seine Hauptfigur. Der Erzähler David ist daher nicht identisch mit dem Protagonisten David. Erzählendes und erlebendes Ich stimmen somit nicht zwangsläufig überein; Dickens verzichtet in dem Roman zugleich auf eine verbindliche Festlegung der Erzählfigur als fest umrissener Gestalt. Auf diese Weise kann er als Autor verschiedene sich überlagernde Perspektiven und Erzählhaltungen nutzen, mit deren Hilfe David Copperfield erzähltechnisch eine Vielschichtigkeit gewinnt, die in der gesamten viktorianischen Erzählkunst nur wenige Entsprechungen findet.
In den Passagen, in denen der Erzähler aus einem weiten Abstand berichtet, zeigt er teilweise eine eingehende Kenntnis des Innenlebens der an der Handlung beteiligten Personen und überblickt mit großer Zuverlässigkeit das vergangene und zukünftige Geschehen. An anderen Stellen schildert er wiederum die Ereignisse aus unmittelbarer Nähe als Miterlebender, der noch nicht wissen kann, welchen Verlauf die weitere Entwicklung nehmen wird. Ebenso finden sich verschiedene Passagen, in denen der Ich-Erzähler hinter die übrigen Figuren zurücktritt, die sich in Form eines Monologs oder Berichtes sowie auch in Briefform selber mitteilen. Gelegentlich verwandelt sich der Ich-Erzähler David Copperfield ebenso in einen reinen Zuschauer, der mehr oder weniger zufällig den einen oder anderen Vorgang miterlebt oder von anderer Stelle darüber informiert wird. Durch diese verschachtelte Erzählperspektive kann Dickens trotz des Auftretens eines Ich-Erzählers als Hauptfigur das Eigenleben und die Eigenwilligkeit der übrigen Charaktere des Romans wahren und zusätzliche Erzählspannung aufbauen, da sich nicht alle Hintergründe oder Geheimnisse sogleich der Einsicht des Erzählers offenbaren.

## Autobiographischer Hintergrund
Bereits einige Jahre vor der Abfassung von David Copperfield hatte Dickens mit dem Gedanken gespielt, eine Autobiographie zu veröffentlichen, in der insbesondere die schmerzhaften Erlebnisse und Erniedrigungen seiner Jugendzeit dargestellt werden sollten. 1847 legte er seinem Freund John Forster eine autobiographische Skizze zur Lektüre vor, die in Teilen Eingang in den Roman fand. Im Jahre 1849 begann Dickens mit der Arbeit an seinem Roman.
In den Kapiteln, in denen David in London in einer Weinhandlung arbeitet und Etiketten auf Flaschen klebt, spiegeln sich Dickens’ eigene Erfahrungen und sein Leiden während der Fabrikarbeit in seiner Kindheit. In der satirisch gezeichneten Figur des in Geldsachen ungeschickten Mr. Micawber stellte er seinen eigenen Vater dar, der wegen seiner Schulden zeitweise im Gefängnis saß. Auch die Episoden-Reihe, in der Davids leidenschaftliche Liebe zu Dora geschildert wird, gründet zum Teil auf Dickens’ eigener Erfahrung; hier fanden die stürmischen Empfindungen, die Maria Beadnell in dem jungen Dichter seinerzeit ausgelöst hatte, ihren literarischen Niederschlag. Wie David wurde der Autor später Anwaltsgehilfe, Reporter und ein erfolgreicher Schriftsteller. Ein Hinweis auf den autobiografischen Bezug ist auch der Name der Hauptperson, D. C., dessen Initialen denen des Autors ähneln: C. D.
Dickens bezeichnete David Copperfield selbst als seinen »Lieblingsroman« und noch kurz vor seinem Tod bekannte er: „Wie viele stolze Eltern habe ich im Tiefsten meines Herzens ein Lieblingskind. Und sein Name ist David Copperfield“.

## Publikationsgeschichte
Wie die meisten Werke Dickens’ wurde auch David Copperfield erstmals als monatliche Fortsetzungsgeschichte bestehend aus 19 Teilen zum Preis von einem britischen Shilling veröffentlicht. Die ersten 18 Teile hatten einen Umfang von je 32 Textseiten und zwei Illustrationen von Phiz; der (letzte) 19. Teil besaß den doppelten Umfang.
| → Publikationsgeschichte Mai 1849 – November 1850 |
| - I: Mai 1849 (Kapitel 1–3) - II: Juni 1849 (Kapitel 4–6) - III: Juli 1849 (Kapitel 7–9) - IV: August 1849 (Kapitel 10–12) - V: September 1849 (Kapitel 13–15) - VI: Oktober 1849 (Kapitel 16–18) - VII: November 1849 (Kapitel 19–21) - VIII: Dezember 1849 (Kapitel 22–24) - IX: Januar 1850 (Kapitel 25–27) - X: Februar 1850 (Kapitel 28–31) - XI: März 1850 (Kapitel 32–34) - XII: April 1850 (Kapitel 35–37) - XIII: Mai 1850 (Kapitel 38–40) - XIV: Juni 1850 (Kapitel 41–43) - XV: Juli 1850 (Kapitel 44–46) - XVI: August 1850 (Kapitel 47–50) - XVII: September 1850 (Kapitel 51–53) - XVIII: Oktober 1850 (Kapitel 54–57) - XIX–XX: November 1850 (Kapitel 58–64) |

Nach dem Urdruck folgte im November 1850 eine Ausgabe des gesamten Romans in Buchform. Bereits 1849 erschien in Bernhard Tauchnitz' Leipziger Reihe Collection of British Authors der erste Band der drei Bände umfassenden Buchausgabe als urheberrechtlich geschützte Ausgabe, 1850 folgten die beiden weiteren. Neben der Cheap Edition erschienen noch zu Dickens‘ Lebzeiten zwei weitere von ihm autorisierte Buchausgaben als Library Edition (1858) und Charles Dickens Edition (ab 1867). Die Textfassung in den verschiedenen Ausgaben weist allerdings zahlreiche Unterschiede auf, die für die Deutung des Romans nicht ohne Belang sind.
Im Rahmen des Clarendon Dickens wurde 1981 unter der Herausgeberschaft von Nina Burgis eine historisch-kritische Ausgabe von David Copperfield veröffentlicht, die eine von Dickens intendierte endgültige Textfassung zu rekonstruieren versucht. Auf Grundlage des Urdrucks werden in dem Apparat dieser Ausgabe die Varianten im Manuskript, den Korrekturfahnen und den später von Dickens autorisierten Ausgaben ausgewiesen und textkritisch kommentiert.

## Rezeption
David Copperfield wird bis heute als einer der bedeutendsten Bildungsromane der englischen Literatur und wegen seiner Schilderung der Demütigungen und Ängste der Kindheit als einer der eindringlichsten Kindheits- und Jugendromane der Weltliteratur angesehen. In der Beschreibung der Situationen und Charakterisierung der Personen zeigt sich Dickens überragendes Talent für die Darstellung von Stimmungen, Erlebnissen und Gefühlen der Kindheit. Mit der Kritik an der Missachtung des Kindes, die der Kritik an sozialen Missständen vorangeht, appellierte er an das Gewissen der Menschen – mit der Absicht, den Weg für soziale Reformen zu ebnen.
Die britische Band Uriah Heep wählte bei ihrer Gründung 1969 ihren Namen nach der Stellenanzeige eines Roadies, der sich offenbar nach der gleichnamigen Figur aus diesem Roman benannt hatte.

## Übersetzungen ins Deutsche
| → Übersetzungen 1849 – 2024 |                                                                |                                                      |             |                                                                     |
| Auswahl auf der Grundlage von Rössigs Bibliographie und des Literaturverzeichnisses zu Czennias Untersuchung von Dickens-Übersetzungen: \| Titel \| Übersetzer \| Ort: Verlag \| Jahr \| Anm. \| \| ------------------------------------------------------------------------------------------------------------------------------ \| -------------------------------------------------------------- \| ---------------------------------------------------- \| ----------- \| ------------------------------------------------------------------- \| \| „Lebensgeschichte, Abenteuer, Erfahrungen und Beobachtungen David Copperfield's des Jüngeren“ \| Julius Seybt (übersetzt von …) \| Leipzig: Carl Lorck \| 1849–1851 \| \| \| „Lebensgeschichte und Erfahrungen David Copperfield's des Jüngeren“ \| Carl Kolb (übersetzt von …) \| Stuttgart: Franck'sche Verlagshandlung \| 1855 \| \| \| „David Copperfield“ \| A. Scheibe (Deutsch von …) \| Halle: Hermann Gesenius \| 1878–1880 \| \| \| „David Copperfield junior, was er erlebt und erfahren, von ihm selbst erzählt“ \| Paul Heichen (übersetzt von …) \| Naumburg a.S.: Schirmer \| 1893 \| \| \| „David Copperfield“ \| M. Schiefferdecker (Deutsch von …) \| Leipzig: Bibliographisches Institut \| 1900 \| \| \| „David Copperfield“ \| Richard Zoozmann (Übersetzer) \| Leipzig: Hesse Verlag \| 1900 \| \| \| „David Copperfield jun. aus Blunderstone Krähenhorst. Seine Lebensgeschichte, Abenteuer, Erfahrungen und Beobachtungen“ \| Karl Wilding (übersetzt von …) \| Berlin: Weichert \| 1906 \| \| \| „David Copperfield“ \| E. Wortmann (übersetzt von …) \| Berlin \| 1909 \| \| \| „David Copperfield“ \| Gustav Meyrink (übersetzt von …) \| München: Langen / Zürich: Diogenes \| 1910 / 1982 \| \| \| „Die Lebensgeschichte, Abenteuer, Erfahrungen und Beobachtungen David Copperdield des Jüngeren aus Blunderstone, Krähengenist“ \| J. Wege (ins Deutsche übertragen von …) \| Leipzig: Reclam Verlag \| 1910 \| \| \| „David Copperfield“ \| Julius Seybt (übersetzt von …) \| Berlin & Darmstadt: Deutsche Buchgemeinschaft \| 1950 \| mit 61 Zeichnungen von Nils Graf Stenbock-Fermor \| \| „Lebensgeschichte, Abenteuer, Erfahrungen, Beobachtungen des David Copperfield“ \| Erich Müller (ins Deutsche übertragen von …) \| Frankfurt am Main: Büchergilde Gutenberg \| 1954 \| Mit Illustrationen von H. (Hablot) K. (Knight) Brown \| \| „David Copperfield“ \| Josef Thanner (übersetzt von …) \| München: Winkler / Deutscher Taschenbuch Verlag \| 1955 / 1982 \| \| \| „David Copperfield“ \| C. Neckels (Deutsch von …) \| Lübeck: Antäus-Verlag \| 1960 \| hrsg. v. Franz Riederer, mit 39 Bildern von Phiz [d.i. H.K. Browne] \| \| „David Copperfield“ \| Ruth Gerull-Kardas (ins Deutsche übertragen und gekürzt von …) \| Berlin: Neues Leben \| 1960 \| \| \| „David Copperfield“ \| H. Werner (übersetzt von …) \| Stuttgart & Salzburg: Olten \| 1962 \| \| \| „David Copperfield“ \| Karl Heinrich (übersetzt von …) \| Berlin (Ost): Verlag Neues Leben / München: Goldmann \| 1968 / 1983 \| \| \| „Lebensgeschichte und Lebenserinnerungen David Copperfields des Jüngeren“ \| Gottlieb Walter (Deutsch, in neuer Bearbeitung von …) \| Halle a.S.: Otto Hempel \| o.J. \| \| \| Charles Dickens: David Copperfield \| Nacherzählt von Dirk Walbrecker \| Verlag: gondolino \| 2003 \| Illustriert von Doris Eisenburger \| \| Charles Dickens: David Copperfield \| Neu übersetzt und herausgegeben von Melanie Walz \| Rowohlt Verlag, Hamburg \| 2024 \| \| |                                                                |                                                      |             |                                                                     |
| Titel | Übersetzer                                                     | Ort: Verlag                                          | Jahr        | Anm.                                                                |
| „Lebensgeschichte, Abenteuer, Erfahrungen und Beobachtungen David Copperfield's des Jüngeren“ | Julius Seybt (übersetzt von …)                                 | Leipzig: Carl Lorck                                  | 1849–1851   |                                                                     |
| „Lebensgeschichte und Erfahrungen David Copperfield's des Jüngeren“ | Carl Kolb (übersetzt von …)                                    | Stuttgart: Franck'sche Verlagshandlung               | 1855        |                                                                     |
| „David Copperfield“ | A. Scheibe (Deutsch von …)                                     | Halle: Hermann Gesenius                              | 1878–1880   |                                                                     |
| „David Copperfield junior, was er erlebt und erfahren, von ihm selbst erzählt“ | Paul Heichen (übersetzt von …)                                 | Naumburg a.S.: Schirmer                              | 1893        |                                                                     |
| „David Copperfield“ | M. Schiefferdecker (Deutsch von …)                             | Leipzig: Bibliographisches Institut                  | 1900        |                                                                     |
| „David Copperfield“ | Richard Zoozmann (Übersetzer)                                  | Leipzig: Hesse Verlag                                | 1900        |                                                                     |
| „David Copperfield jun. aus Blunderstone Krähenhorst. Seine Lebensgeschichte, Abenteuer, Erfahrungen und Beobachtungen“ | Karl Wilding (übersetzt von …)                                 | Berlin: Weichert                                     | 1906        |                                                                     |
| „David Copperfield“ | E. Wortmann (übersetzt von …)                                  | Berlin                                               | 1909        |                                                                     |
| „David Copperfield“ | Gustav Meyrink (übersetzt von …)                               | München: Langen / Zürich: Diogenes                   | 1910 / 1982 |                                                                     |
| „Die Lebensgeschichte, Abenteuer, Erfahrungen und Beobachtungen David Copperdield des Jüngeren aus Blunderstone, Krähengenist“ | J. Wege (ins Deutsche übertragen von …)                        | Leipzig: Reclam Verlag                               | 1910        |                                                                     |
| „David Copperfield“ | Julius Seybt (übersetzt von …)                                 | Berlin & Darmstadt: Deutsche Buchgemeinschaft        | 1950        | mit 61 Zeichnungen von Nils Graf Stenbock-Fermor                    |
| „Lebensgeschichte, Abenteuer, Erfahrungen, Beobachtungen des David Copperfield“ | Erich Müller (ins Deutsche übertragen von …)                   | Frankfurt am Main: Büchergilde Gutenberg             | 1954        | Mit Illustrationen von H. (Hablot) K. (Knight) Brown                |
| „David Copperfield“ | Josef Thanner (übersetzt von …)                                | München: Winkler / Deutscher Taschenbuch Verlag      | 1955 / 1982 |                                                                     |
| „David Copperfield“ | C. Neckels (Deutsch von …)                                     | Lübeck: Antäus-Verlag                                | 1960        | hrsg. v. Franz Riederer, mit 39 Bildern von Phiz [d.i. H.K. Browne] |
| „David Copperfield“ | Ruth Gerull-Kardas (ins Deutsche übertragen und gekürzt von …) | Berlin: Neues Leben                                  | 1960        |                                                                     |
| „David Copperfield“ | H. Werner (übersetzt von …)                                    | Stuttgart & Salzburg: Olten                          | 1962        |                                                                     |
| „David Copperfield“ | Karl Heinrich (übersetzt von …)                                | Berlin (Ost): Verlag Neues Leben / München: Goldmann | 1968 / 1983 |                                                                     |
| „Lebensgeschichte und Lebenserinnerungen David Copperfields des Jüngeren“ | Gottlieb Walter (Deutsch, in neuer Bearbeitung von …)          | Halle a.S.: Otto Hempel                              | o.J.        |                                                                     |
| Charles Dickens: David Copperfield | Nacherzählt von Dirk Walbrecker                                | Verlag: gondolino                                    | 2003        | Illustriert von Doris Eisenburger                                   |
| Charles Dickens: David Copperfield | Neu übersetzt und herausgegeben von Melanie Walz               | Rowohlt Verlag, Hamburg                              | 2024        |                                                                     |

## Adaptionen

### Illustrationen
Hablot Knight Browne (Phiz) illustrierte die ersten Ausgaben des Romans und zeichnete auch das Umschlagbild: ein Baby schaut einen Globus an und diese Idee bezieht sich offenbar auf den Arbeitstitel „The Copperfield Survey of the World as it Rolled“. Rund um das zentrale Motiv sind Bilder gruppiert, die Phiz ohne Informationen über die Charaktere und die Handlung des Romans zeichnete. Die Reihe beginnt unten auf der linken beblätterten Seite des Baumes, während die rechte Seite kahl ist, mit einer Frau, die ein Baby auf dem Schoß hält, und wird im Uhrzeigersinn mit Szenen aus dem Lebenslauf fortgesetzt.
Bei den Romanillustrationen arbeitete Phiz eng mit Dickens zusammen. Der Autor forderte, dass der Zeichner die Erinnerungen des Protagonisten-Erzählers in eine objektive oder dramatische Sichtweise der dritten Person übersetzt. Einige seiner Illustrationen enthalten Details, die nicht im Text enthalten sind, aber einen Charakter oder eine Situation beleuchten. So werden Ereignisse zusätzlich kommentiert. Die Bilder können also mehr aussagen, als der Erzähler in seinem Text sagt. Dickens untersuchte die kleinsten Details und verlangte manchmal Modifikationen. Die Darstellung des Treffens zwischen David und Tante Betsey wurde mehrmals verändert, bis Dickens zufrieden war. Aber der Autor akzeptierte auch Abweichungen vom Text, z. B. bei der Darstellung von Peggottys Bootshaus. Im Roman wird das Haus als aufrecht stehendes Schiff beschrieben, während der Illustrator das Boot umdreht und der Rumpf das Dach darstellt.
Um 1900 stieg die Popularität der Dickens-Romane und als die 40-jährigen Urheberrechte bis 1910 ausliefen, ließen viele Verlage die Werke neu übersetzen und illustrieren, z. B. von Frederick Barnard (1846–1896, Household Edition von Chapman & Hall) und Frank Reynolds (1876–1953, 1911 Edition von David Copperfield), deren Stile sich erheblich von Phiz unterschieden. Wegen des großen kommerziellen Erfolgs (Chapman & Hall verkaufte zwischen 1900 und 1906 2 Millionen Exemplare) wurden die Figuren auch für Puzzle- und Postkarten-Hersteller interessant. Beliebte Figuren waren v. a. Uriah Heep und Mr. Micawber.

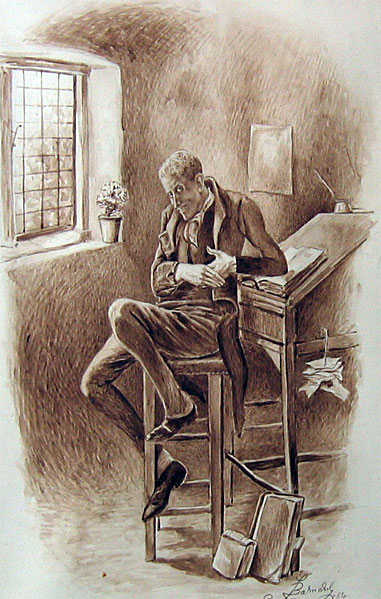
Uriah Heep (Fred Barnard)
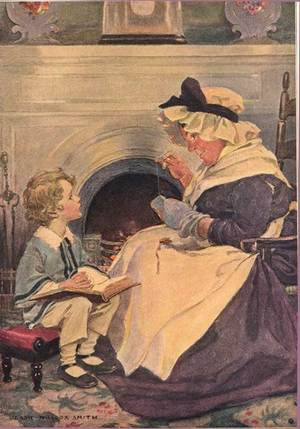
David und Clara Peggotty (Jessica Willcox-Smith)
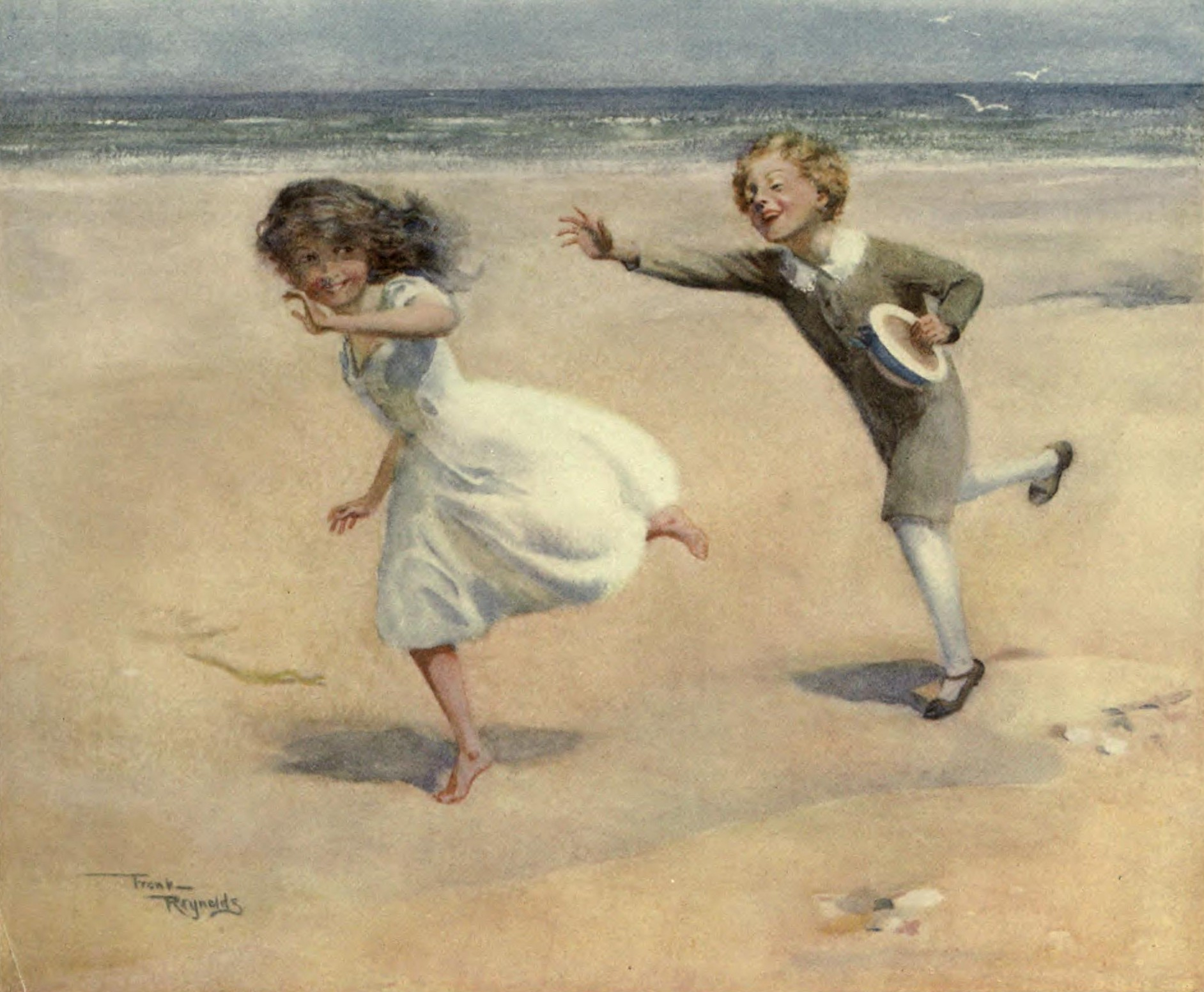
David und Emily am Strand (Frank Reynold)
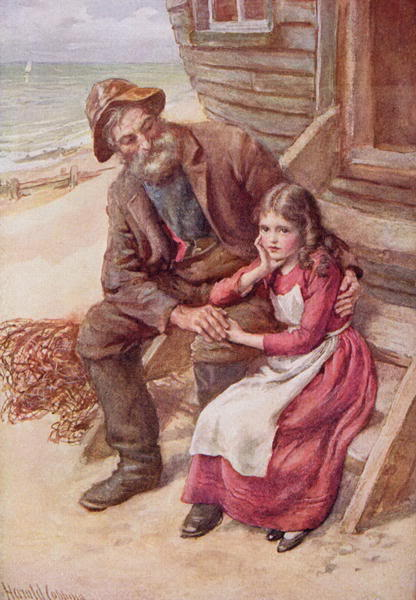
Daniel Peggotty und Emily (Harold Copping)
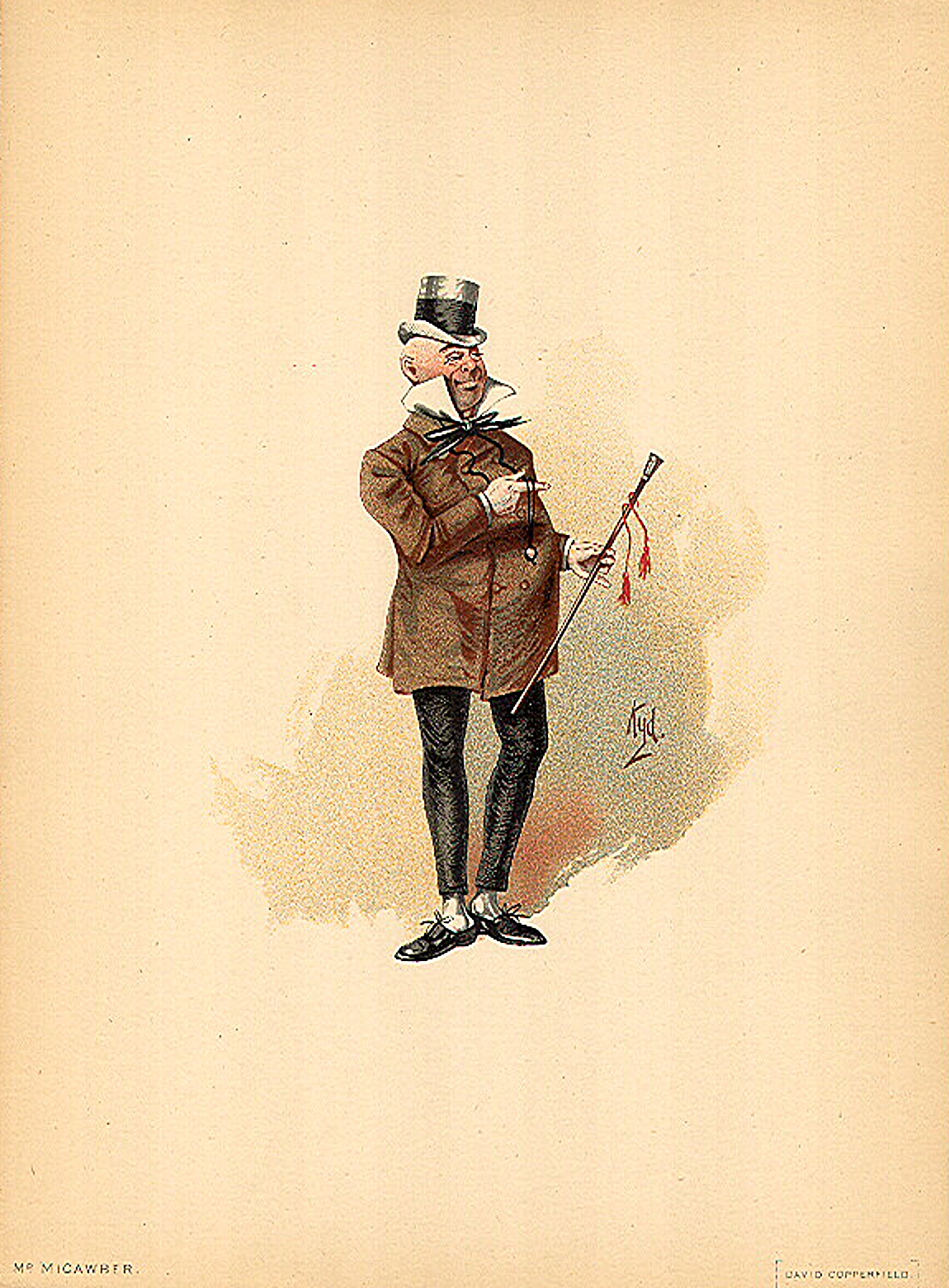
Wilkins Micawber (Kyd)

Illustratoren (Auswahl)
- Kyd (Joseph Clayton Clarke) (1855–1937);
- Harold Copping (1863–1932) und Jessica Willcox Smith (1863–1935) illustrierten Dickens Geschichten für Kinder.
- Richard Borrmeister (Meidinger’s Jugendschriften Verlag Berlin, 1920)
- Nils Graf Stenbock-Fermor Deutsche Buchgemeinschaft Berlin Darmstadt 1950.
- Gerhard Goßmann (Neues Leben, Berlin, 1961),
- Gerhart Kraaz. (1970)

### Hörbuch / Hörspiel
- Lebensgeschichte und gesammelte Erfahrungen David Copperfields des Jüngeren. Fünfteiliges Hörspiel. Aus dem Englischen von Carl Kolb. Mit Heiner Schmidt, Mila Kopp, Erika von Thellmann, Elisabeth Schwarz, Jörg Schleicher, Christine Born, Hans-Helmut Dickow, Edith Heerdegen u. v. a. Regie: Cläre Schimmel. Süddeutscher Rundfunk 1966
- David Copperfield. Nacherzählt von Dirk Walbrecker. Sprecher: Hans Josef Schöneberger. Regie: Hans Eckardt, Verlag und Studio für Hörbuchproduktionen, Bibliothek der Jugendklassiker, 3 CDs, Marburg 2003, ISBN 3-89614-268-2

### E-Book
- David Copperfield, Digireads, MobiID: 16133

### Verfilmungen
Der Roman ist mehrfach für das Kino und Fernsehen verfilmt worden. Sehr oft wurden die Nebenrollen mit prominenten Schauspielern besetzt.
| → Verfilmungen 1911 – 2019 |
| - 1911: Stummfilm (USA) von Theodore Marston mit Ed Genung - 1913: Stummfilm (GB) von Thomas Bentley mit Len Bethel - 1922: Stummfilm (DK) von A. W. Sandberg mit Gorrn Schmidt - 1935 Kinofilm (US) „Personal History, Adventures, Experience, and Observation of David Copperfield the Younger“ von David O. Selznick. Regie: George Cukor mit Freddie Bartholomew als David, Lionel Barrymore als Dan Peggotty, Basil Rathbone als Mr. Murdstone und W.C. Fields als Mr. Micawber - 1956: 13-teilige BBC-TV-Serie (GB) mit Robert Hardy und Leonard Cracknell - 1965: Fernsehfilm (I) von Anton Giulio Majano mit Giancarlo Giannini - 1965: Fernsehfilm (F) von Marcel Cravenne mit Didier Haudepin - 1966: 13-teilige TV-Serie (GB) mit Ian McKellen als David und Christopher Guard sowie Joss Ackland - 1969: Fernsehfilm (GB) von Delbert Mann mit Richard Attenborough als Mr. Tungay, Cyril Cusack als Mr. Barkis, Edith Evans als Tante Betsey, Pamela Franklin als Dora Spenlow, Susan Hampshire als Agnes Wickfield, Wendy Hiller als Mrs. Micawber, Ron Moody als Uriah Heep, Laurence Olivier als Mr. Creakle, Robin Phillips als David Copperfield, Michael Redgrave als Mr. Peggotty, Ralph Richardson als Mr. Micawber, Emlyn Williams als Mr. Dick, Megs Jenkins als Clara Peggotty und Corin Redgrave als James Steerforth - 1974: 6-teilige TV-Serie (GB) von Joan Craft mit David Yelland - 1978 TV-Serie mit Gareth Thomas, Ian Hogg, David Troughton - 1983: Trickfilm (Burbank Films AUS) von Alexander Buzo - 1986: 10-teilige BBC-TV-Serie (GB) von Barry Letts mit Colin Hurley - 1993: NBC-TV-Trickfilm (F/CAN) von Dan Arioli mit der Stimme von Julian Lennon - 1999: 2-teilige BBC-TV-Serie (GB) von Simon Curtiz mit Daniel Radcliffe, Bob Hoskins sowie Ian McKellen und Maggie Smith - 2000: Fernsehfilm (USA/IRL) von Peter Medak mit Hugh Dancy als David, Nigel Davenport als Dan Peggotty und Sally Field als Betsey Trotwood - 2009: Fernsehfilm (I) von Ambrogio Lo Giudice mit Giorgio Pasotti - 2019: Kinofilmkomödie (GB, USA) David Copperfield – Einmal Reichtum und zurück („The Personal History of David Copperfield“) von Armando Iannucci mit Dev Patel, Hugh Laurie und Tilda Swinton, Gareth Thomas , Ian Hogg , David Troughton |

### Roman
Die amerikanische Schriftstellerin Barbara Kingsolver veröffentlichte mit Demon Copperhead 2022 eine Nacherzählung des Romans in heutigem Kontext, das Buch spielt in den Wäldern Virginias und wurde 2023 mit dem Pulitzer-Preis und dem Women’s Prize for Fiction ausgezeichnet.

## Textausgaben
Der Roman ist (Stand: 2010) in vierzehn Ausgaben bei verschiedenen Verlagen in deutscher Sprache erhältlich. Eine Auswahl:
- David Copperfield, Manesse Verlag, ISBN 3-7175-8000-0, übersetzt von Carl Kolb
- David Copperfield, detebe-Klassiker, ISBN 978-3-257-21034-7 (Übersetzung: Gustav Meyrink, 1910)
- David Copperfield, Ueberreuter-Verlag, ISBN 978-3-8000-5478-7
- David Copperfield, Schreitersche Verlagsbuchhandlung

## Sekundärliteratur
- Horst Oppel: Dickens · David Copperfield. In: Franz K. Stanzel (Hrsg.): Der englische Roman · Vom Mittelalter bis zur Moderne. Band II. Bagel Verlag Düsseldorf 1969, S. 112–157.